# ゆるキャン△
『ゆるキャン△』（ゆるきゃん、Yurucamp、英語: Laid-Back Camp）は、あfろによる日本の漫画作品。

## 概要
山梨県周辺を舞台に、キャンプ場でのレクリエーションや野外調理などといったアウトドア趣味の魅力と、それを身の丈に合った範囲で満喫する女子高校生たちのゆるやかな日常を描く。『まんがタイムきららフォワード』（芳文社）にて2015年7月号から2019年4月号まで連載され、同年3月29日より芳文社の漫画配信サイト『COMIC FUZ』に移籍して連載中。2021年5月時点で累計発行部数は600万部を突破し、2024年時点では累計1,000万部を突破している。
ドワンゴが運営するWebサイト「ニコニコ静画」内の芳文社公式コーナー「きららベース」にて、本編の幕間の出来事を描いた各話2ページの書き下ろし番外編が『へやキャン△』のタイトルで2016年4月9日より連載されている。
メディアミックスとしては、テレビアニメの第1期が2018年1月から3月まで放送され、その後2020年1月から3月までショートアニメ『へやキャン△』が放送され、第2期が2021年1月から4月まで放送された。2022年7月1日には劇場アニメが公開されている。また、テレビドラマも制作され、2020年1月から3月までテレビ東京「木ドラ25」枠で放送され、2021年4月から6月まで第2期が放送された。
作者のあfろはデビュー直後は人気が出ず、数作手掛けるもどれも長続きしなかったが、『魔法少女まどか☆マギカ』のスピンオフ作品『魔法少女ほむら☆たむら ～平行世界がいつも平行であるとは限らないのだ。～』を手掛けたことにより良い反応が得られたため、芳文社編集担当の黒田悠生が次回作を依頼したところ誕生したのが『ゆるキャン△』だったという。

## 作風
漫画の流れとしては、女子高校生たちが個人またはグループでのキャンプを計画するところからエピソードが始まり、道具や食材を準備して目的地まで旅した後、見晴らしのよい現地からの展望を満喫しながら、用意していた食材を現地で野外調理する、あるいは食堂でご当地グルメに舌鼓を打つ、温泉を満喫するなどを経て、テントで1泊して翌朝を迎える、という展開の繰り返しで進行する。本作品では一人での気ままなキャンプと大人数での賑やかなキャンプの魅力が対等のものとして描かれており、主要登場人物同士はいつでも行動を共にしているわけではなく一人旅のエピソードも多いが、旅行先からSNSで互いの近況を報告し合う形でストーリーに関わっていく。
作者のあfろは、元々趣味がツーリングであることが本作品の着想に繋がったといい、作者自身のアウトドア経験が作品に盛り込まれている。執筆に当たっては実在のキャンプ場や観光地の下見、本番の取材、後から気になった箇所の再取材と、1箇所につき2回から3回の取材を行っているといい、漫画には取材先の風景がそのまま描かれている。見開きのページで精緻に描かれるキャンプ場からの展望や、それを眺める登場人物の表情などが、臨場感や、舞台となる実在の観光名所に対する興味を煽る見せ場となっている。アウトドア趣味に向き合う少女たちのまっすぐな魅力や、日常の合間に披露される、火起こしのノウハウや寝具の種類といったアウトドア知識の描写、おいしそうに描かれる食べ物、実在するキャンプ道具の描写、旅先で出会うさまざまな犬にまつわる話題なども、作品の持ち味になっている。
漫画のタイトルロゴ末尾にある三角記号「△」は、キャンプ・テントのピクトグラムになっており、表題を音読する場合は発音されない。

## あらすじ

### 本編（ゆるキャン△）
オフシーズンの一人キャンプが好きな女子高校生・志摩リン。リンが富士山の麓で冬の一人キャンプを楽しんでいたところ、日帰りのつもりが日没まで居眠りして遭難しかけていた同じ本栖高校の生徒・各務原なでしこを助ける。なでしこはリンとの出会いをきっかけにキャンプに興味を持つようになり、高校の同好会である「野外活動サークル（野クル）」に入部し、メンバーと関わりながら、毎週のようにキャンプに出かけるようになり、皆とのキャンプに夢中になっていく。一方、他者と共に行動するのが苦手なリンは、同好会に入らないかというなでしこの誘いを断るが、SNSを介してなでしこや野外活動サークルのメンバーと繋がりを持つようになり、互いにキャンプ中の状況を実況したり、キャンプ先の写真を送りあったりするうちに徐々に距離が縮まり、時々ではあるが行動を共にするようになる。
なでしこが加わるまでは大垣千明と犬山あおいの2人だけの小さな同好会であった野外活動サークルも、リンの友人である斉藤恵那を巻き込み、キャンプ先で知り合った新任教師の鳥羽美波を顧問に迎え、次第に規模を拡大していく。そして年末には部員ではない斉藤と、それまで頑なにグループでのキャンプを敬遠していたリンを含めたキャンプ場でのクリスマス会が実現する。皆との賑やかな一晩を経験したリンは、気ままな一人旅を基本としつつも、グループでのキャンプは一人キャンプとは「違うジャンル」と捉えれば悪くないという感慨を抱き、興味を持つようになる。その一方、それまでリンに同行したり野外活動サークルのメンバーと賑やかなキャンプを楽しんでいたなでしこも、リンに触発されて一人キャンプに興味を抱くようになる。

### 番外編（へやキャン△）
部活動として野外でキャンプをするために、千明とあおいは「野外活動サークル」を立ち上げる。しかし、キャンプ道具を買い揃える予算も乏しく、4月の同好会結成から11月になるまで大した活動実績を残せずにいた。そんな中、新たなメンバーとしてキャンプ初心者の新入部員としてなでしこを迎える。放課後に部室に集まってはキャンプに関するトリビアを披露したり、キャンプごっこや妄想上のキャンプの話題、荒唐無稽なホラ話に興じたり、未来のキャンプについて夢想したりといった、雑談に明け暮れる野外活動サークルの毎日の活動を描く。

## 登場人物
声の項はテレビアニメ版の担当声優、演の項はテレビドラマ版の担当俳優。
登場人物の名前は地名に由来する。作者のあfろ曰く、「主人公2人（各務原なでしこ、志摩リン）の名前を長い名前と短い名前にしようと思い、以前に住んでいたことのある岐阜県とその周辺の地名がしっくりきたので、他のキャラクターもその辺りの地名でそろえることにしました」とのこと。

### 主要人物

#### メインキャラクター
一人キャンプ（ソロキャン）を主軸として活動するリンと、リンと学校やSNSで親しくしている間柄の斉藤とのグループ、部活動として集団キャンプ（グルキャン）を行う同好会・野外活動サークル（野クル）のメンバーである千明とあおいのグループ、そして各グループを行き来するなでしこ、といった各々の視点から物語が描かれる。物語の進行に沿って人間関係も変化していくものの、「独りぼっちで活動していたメンバーが部活動を通じて合流し、常に行動を共にするグループが誕生する」といった紋切り型の展開をなぞらないところに本作品の特徴がある。
テレビアニメ版では、なでしことリンが本作品のダブルヒロインであると位置づけられているが、テレビアニメ版のシリーズ構成を担当した田中仁はこれを、あくまでテレビアニメ版での変更点であり「原作の語り部はリン」としている。テレビドラマ版はリンが主人公と位置づけられており、なでしこは準主人公として扱われている。なお、本作品の原作者であるあfろは、自身の漫画作品『mono』とのセルフコラボレーションでは、リンもなでしこも「主人公」と表現している他、ドラマ版の3人のプロデューサー陣からの「主役はどちらなのか」との問いに「（リンとなでしこの）バディもの」というニュアンスで回答をしている。
以下の主要人物たちは原作第78話から高校1年から2年へと進級する。
志摩リン（しま リン）
声 - 東山奈央 / 演 - 福原遥
本作品の主人公の一人。誕生日は10月1日。初対面のなでしこからも小学生に見間違われるなど小柄な体格をしており、原作第87話まで腰まで伸ばした髪を頭の上で大きなシニヨンに結っていた。原作第88話より首筋までのショートヘアにイメチェンする。祖父の影響もあり、キャンプを楽しむ性分。ただし、キャンプの経験は豊富なほうであるが、キャンプ場で静かに一人の時間を過ごすことに魅力を感じており、基本的に閑散とした冬季など、むしろシーズンオフにしかキャンプをせず、誰かとキャンプした経験は皆無だった。
物語冒頭にて遭難しかけたなでしこを助け、時々なでしこともキャンプをするようになり、なでしことの出会いをきっかけにラーメン以上の本格的な野外調理にも手を出すようになる。運転免許を取得したばかりのスクーター「ヤマハ・ビーノ」で県境を越えた一人旅にも挑戦するようになる。原付に新しい部品をつけることもあるなど機械に対する技能もある。ただし、事前に情報収集はしないようでその事で失敗することもある。
本が大好きな図書委員であり、学校でもキャンプ先でも本を読んでいて、アルバイト先も書店。犬好き（親が「犬アレルギー」、自宅では飼えない）。いつもクールな態度を装っているが、決してコミュニケーションが苦手というわけではなく、また内心では常に周囲の事柄に対して悪態をついたり突っ込みを入れたりしている。やや天然でマイペースな傾向があり、どこか「知的な一匹狼キャラ」に徹しきれていない面もある。使っているキャンプ道具の多くは祖父・肇のお下がりで、愛用のテントはモンベル・ムーンライトテント3型。
千明からは「しまりん」と呼ばれている。なでしこや千明から幾度か野外活動サークルのメンバーに誘われているが、彼女らの活動に対しては「ノリが苦手」という印象を抱いており、やや距離を置いているものの、孤高という訳ではなくメンバーとはLINEでやり取りもしており、次第に埋まりつつあるなど友達想いでもある。
クリスマスのキャンプにおいて、はじめて多人数でのキャンプに参加することとなった。その後は野クルには入らないが、一人キャンプ・なでしことの二人キャンプ・野クルメンバーとの多人数のキャンプなど、さまざまな形式でキャンプを行っている。
その後なでしこに一人キャンプの楽しさを語ったところ、なでしこが一人キャンプに興味を持ちはじめたため心得などの指南を行う。その後なでしこが一人キャンプを決行中、別の場所で一人キャンプを行おうとしていたが、なでしこが困っていないか心配のあまりキャンプを中止し、様子を見に行った。
原作第66話で部活棟の外側に千明・鳥羽・教頭が貰ってきた薪の中から太めの薪を見つけ出し、ナタや小型の斧で割るのが難しく、油圧式の薪割り機を買うのを勧めた。
映画では名古屋市にある小規模出版社「しゃちほこ出版」に就職、営業を経て編集部に異動し、タウン情報誌の制作に携わっているが、自分の企画はまだ一度も通せたことが無い。普段は一宮市で一人暮らししており、休日には祖父から譲り受けたバイクでツーリングやデイキャンプに出ている。以前乗っていたスクーターは実家の両親がまだ保有しており、終盤活躍することとなる。
各務原なでしこ（かがみはら なでしこ）
声 - 花守ゆみり / 演 - 大原優乃
本作品の主人公の一人。誕生日は3月4日。富士山を眺めるのが好きな無邪気で活発な女の子。
愛知県豊橋市に近い静岡県浜松市西部から山梨県へと引っ越してきた当日、自転車の遠乗りで富士山を見に来たものの、ビバークの用意もなく日没まで居眠りしてしまい困窮していたところをリンに助けられ、キャンプに興味を持つようになる。
頭が一杯と言えるほど料理は食べることも作ることも好きで、リンや綾乃いわく「うまそうに食う」。過去に中学時代で顔が丸くなる程太りだしてから、姉の各務原桜によって強制ダイエットが行われ、浜名湖の周囲を自転車で走らされたことで身体を鍛えていたことがあり、見かけよりも健康で体力もある。寒いところで寝たり重いものを背負ったりするのも平気で、携帯性に難のある家庭用のカセットコンロや土鍋をキャンプに持ち込んで常用している。またその体力の為、作中で体力を使い果たして疲れる、という描写はほとんどない。
言動が犬っぽい。夜道と怪談が苦手。
皆でまったりと過ごすようなキャンプに憧れて野外活動サークルに入部し、千明やあおいとのキャンプと、リンとのキャンプを交互にというハードなスケジュールをこなす。2週連続や月に3回キャンプに行くこともあり、千明いわく「ストロングスタイル」。自分の情動に正直でありつつも他人の顔色も気にする性格で、天真爛漫なように見えてしっかりと相手を気遣うことができる。時に強引に、時に相手の顔色を見ながら、リンとの距離感を詰めていく。クリスマスキャンプの後はリンから一人キャンプについて聞いて興味を持ち、一人キャンプもするようになる。
キャンプの資金を稼ぐためにバイトに明け暮れており、アルバイトは年末年始の期間で年賀状の配達、後に姉の桜から紹介された身延駅付近の蕎麦店（テレビドラマ版では和食料理店）で働いている。
冬キャンプの際にキャンプ料理ができるまでにブランケットに顔の下まで包まって寒さをしのぐ姿をリンから「怪人ブランケット」と名づけられた（リンもこの姿になり、二人で「秘密結社ブランケット」となる）。
大井川キャンプでアプト式の列車に乗ってから、かわいいということで鉄道車両にも興味を持つ。
映画では東京・昭島市で一人暮らししつつ、市内のアウトドア用品店の店員として働いている。休日にはキャンプのみならず、ロードバイクや山登りもしている。
大垣千明（おおがき ちあき）
声 - 原紗友里 / 演 - 田辺桃子
本栖高校の同好会「野外活動サークル」の部長。誕生日は8月31日。騒々しく快楽主義的な行動派で、男気のある性格だが、やや向こう見ず。常に眼鏡をかけていて本編第54話までロングヘアのツインテール（アルバイトの時はロングのポニーテール）。それ以降はミディアムヘアにイメチェンする。
自身が幼稚園の時に家族でキャンプに行って楽しんだのを、高校生になってから友達と一緒にキャンプに行くための決意としてあおいと共に野外活動サークルの設立を果たす。
少ない活動予算を遣り繰りすべく、あおいと共に、安価な道具や廃材をアウトドアで活用するための試行錯誤を普段から繰り返しており、高価な道具を買おうとすると鼻血が出る。リンを部員に加えようとしている一方、リンからはやや苦手意識を持たれていたが、物語が進むにつれリンとの距離は改善しつつあり、リンが一人キャンプを好むことも理解したうえで無理強いしないように心掛けるようになった。
のちにサークルの顧問になる鳥羽がよく利用している酒屋でアルバイトをしている。
登山部顧問で鳥羽が顧問になるまで野クルの面倒をみていた大町曰く「大垣は行動力はあるがどこか抜けている」とのことで、山中湖の一件の他に、恵那の家でそれぞれ持ち寄ったソーセージを焼く会でも千明だけ家に眠っていたスタッファーを持ってきて豚挽肉から自家製ソーセージを作ってみたら温度管理に失敗し不味かった、といったエピソードが盛り込まれる。
なお、なでしこが風邪を引いてお見舞いにいくが、この時になでしこから風邪をうつされて寝込む羽目になった（ただし、テレビアニメ版の該当場面では風邪をうつされた描写はオミットされている）。
体力は女子高生として普通程度であるため、キャンプの道中でなでしこやリンの高い体力に振り回され、疲れ果てて倒れることが度々ある。
高校2年に進級してから野クルの部活勧誘を試み、その結果新メンバーの後輩・メイが加わり、「サークル」から正式の「部」の昇進の夢が叶った。
原作第12巻第65話 - 第69話の「瑞牆キャンプ回想編」で（恵那の愛犬・）ちくわが恵那の問い掛けに「言葉」で返答しているのを聞いた千明が「（中略）ていうかこの声聞き覚えがあるぞ?」とアニメ版「千明」と「ちくわ」の同一声優である原紗友里を意識した描写がある 。
メインメンバーの中で唯一、現在の家族構成や生活環境が一切不明である。
テレビドラマ版ではヒロシのファンという設定が追加されている。
映画では東京のイベント会社で働いていたものの、山梨県の観光推進機構にUターン転職、現在は数年前に閉鎖された施設の再開発計画を担当。この再開発が映画のストーリーの根幹となっている。
仕事帰りに居酒屋で飲むのが楽しみとなっており、その飲みっぷりから「二代目グビ姉」と呼ばれたりもする。
犬山あおい（いぬやま あおい）
声 - 豊崎愛生 / 演 - 箭内夢菜
野外活動サークルの一員で、千明と2人で同好会を立ち上げた創立メンバー。さり気なく皆をフォローするまとめ役。誕生日は3月4日。お姉さんらしく落ち着いた性格で、のんびりとした関西弁風の口調で話す。千明には「イヌ子」と呼ばれている。
太眉と八重歯が特徴。茶目っ気がありホラ話が好きだが、嘘を言っている時には目が泳ぐ。高校生離れしたスタイルの持ち主であり、主要人物たちの中でも突出した胸部の持ち主。関西風にアレンジした調理ができる。
野クル活動用の資金稼ぎを兼ねてレジ打ちのアルバイトをしており、後述するアルバイト先のスーパーマーケット「ゼブラ」は千明がアルバイトしている酒屋の隣に所在している。架空のアウトドアショップ「カリブー」のキャラクターである「カリブーくん」が好き。原作75話から親戚のおばからロードバイクを貰い、高校2年への進級時（原作78話）にロードバイクの通学を始める。
原作77話で先月（原作第42話から同第52話まで）の伊豆キャン参加メンバーによる花見キャンプにて野外でのジンギスカン（鳥羽が「ラム肉1：豚肉2」で用意、ジンギスカンのタレを漬け込んだもの）を食べ比べしたとき、妹・あかりと共に違和感に気付き電話で祖母・みね子に問い質すと「実はうちのジンギスカンは昔からずっーと（ラム肉でなく）豚肉や。」と告白され、作中でホラを吹くあおいが前日の高山の叔母に続き2日連続で親族に騙される結果となった。
名前が平仮名表記であるが、元々「葵」と漢字で出生届を提出しようとしていた。しかしその直前に、祖母（みね子）が「犬山葵」が「犬（いぬ）山葵（わさび）」と読めることに気づき、急遽名前を漢字表記から平仮名表記の「あおい」に変えた。
映画では山梨県に残り、富士川町の鰍沢富士見小学校で教員として働く。面倒見の良さから児童からは「あおいちゃん」と呼ばれ慕われているが、授業などで相変わらずホラ話をすることもある。なお、鰍沢富士見小学校は終盤で閉校することとなり、あおいは別の小学校へ就任している。
斉藤恵那（さいとう えな）
声 - 高橋李依 / 演 - 志田彩良
リンの学校の友達で、休日も自宅からキャンプ先のリンとSNSでメッセージを交わす間柄。リンの頭の上で大きなシニヨンに結ぶ髪型は主に彼女が作っている。誕生日は9月1日。お節介焼きで、なかなか素直になれないリンと他の登場人物との間柄を取り持つなどして、リンをサポートする。帰宅部で、休日は夜更かしして朝遅く起きるのが常。キャンプにも少し興味を持っており、千明からはリンを野外活動サークルの活動に引き入れるためのキーパーソンと見られているが、「まだまだ帰宅部はやめられない」という理由で帰宅部から移籍するには至っていない。
背後に忍び寄るなどして、他人の髪型に奇抜なアレンジを加えるというイタズラが好き。
「ちくわ」という名のチワワを飼っており、劇中ではしばしば連れ歩いたり話題にしたりしている。また、リンやなでしこたちと行った朝霧高原でのクリキャンでは、ちくわにウサ耳型フードを被せたため、リンから「出たなウサギイヌの飼い主」と呼ばれた。
キャンプ道具はコストパフォーマンスよりも耐寒性能や安全性に関心を持っており、野外活動サークルのキャンプに初めて同行した際には、他のメンバーよりも桁違いに高額な冬山登山用の寝袋「ナンガ・アルピニスト800」を持参して周囲を驚かせている。
原作第2話で登場してから原作第20話で初めてフルネームが明かされるまで、皆からは姓で呼ばれていた。原作第24話以降は次第になでしこや千明から名で呼ばれるようになる。
アルバイトは年末年始の期間は年賀状の仕分け、後に内船駅近辺の、なでしこの家に近いコンビニエンスストア（テレビドラマ版では身延駅近辺のコンビニエンスストア）で働いている。
伊豆のキャンプ旅が終わってから数日後に千明からヘアカットの依頼を受け、自身の自宅の庭でちくわ用のドッグテントを披露し千明のヘアカットを行う。この時ヘアスタイルの提案にちょんまげを見せたり、バリカンを使おうとしたりとふざけていたが、最終的に普通に切った。
高校2年に進級後リンからもヘアカットの依頼を受け、リンの髪を髪型アートとして弄れなくなることを嘆きつつもヘアカットを行った。髪型アートを卒業するのをSNSに宣言するところだったが、リンの代わりとしてその場にいた絵真の髪を弄るようになる。
映画では横浜市で一人暮らしをしながら市内のペットサロンでトリマーとして働き、休日には実家に帰ってちくわを散歩やドライブに連れて行っている。

#### 準メインキャラクター
各務原桜（かがみはら さくら）
声 - 井上麻里奈 / 演 - 柳ゆり菜
原作第1話から登場。なでしこの姉。大学生。第1話で遭難しかけたなでしこを迎えるために登場した際には妹を厳しく叱りつけているが、面倒見が良く、なでしこからは慕われている。自動車の運転免許を持っており、愛車の日産・ラシーン風の車でなでしこをキャンプ地まで送迎したり、車中泊に付き合ったり、なでしこが一人キャンプをする際には、なでしこのスマホに家族が詳細位置が分かる子供の見守りアプリをインストールしたりしている（なお途中で電波が届かなくなり位置が更新されなくなったため、結局リン共々直接様子を見に行っていた）。バラエティー番組『水曜どうでしょう』の企画「原付の旅」の大ファンで、東日本編、西日本編、海外編のDVD全巻を所有している。
美人だがいつも気怠そうにしており、他人からは喜んでいるのか怒っているのか分かりにくいが、なでしこには機嫌の善し悪しが分かる模様。
鳥羽美波（とば みなみ）
声 - 伊藤静 / 演 - 土村芳
原作第11話から登場。本栖高校に赴任してきた新任の女性教師。担当教科は歴史。美人で優しそうという第一印象を持たれているが、前後不覚になるまで深酒するのが日課で、酒が入るとろれつが回らない口調になる。赴任直前、アウトドア趣味の妹・涼子と共にキャンプしていた際、泥酔していたところをリンやなでしこと顔見知りになったものの、そのギャップから赴任当初は気付かれず、野外活動サークルの顧問を引き受けた際、うっかり酒の話を口に出してしまったことで気付かれる。当初は部活動の顧問自体、自身のライフワークに影響が出るという理由で嫌がったものの、メンバーには歓迎されたうえ、幼少から家族でキャンプしているという経緯もあり、野外活動サークルのキャンプや初詣に同行するなどしている。
学校では眼鏡を外し、いつも目を細めているが、プライベートを過ごすときには眼鏡をかけており、酔うと三白眼の目が開かれる。千明のアルバイト先でもある酒屋では毎日500ml・6缶セットの缶ビールを購入する常連客となっており、見かねた店員から陰で「グビ姉」というあだ名をつけられている。趣味は家で酒を飲みながら海外ドラマ鑑賞。
愛車はSUVタイプの軽自動車。初詣でダイヤモンド富士に間に合うよう急いだ際には、峠を攻める見事なドリフト走行をみせている（なお千明が時間を間違えたため結局間に合わなかった）。
伊豆キャンでは野クルメンバーがキャンプを我慢する対価として一ヶ月程度の禁酒をしていたが、途中の堂ヶ島温泉でドライバーなのにうっかり酒を飲んでしまい、代行サービスに頼る羽目になった。
この禁酒中、無性に甘いものが食べたくなり、たまたま買ったバタークッキーにハマっている。
土岐綾乃（とき あやの）
声 - 黒沢ともよ  / 演 - 石井杏奈
原作第13話に名前のみ登場。原作第28話から本人が登場。静岡県浜松市に住む、なでしこの幼馴染。なでしこからは「アヤちゃん」と呼ばれる。やる気だるけなムードを持つ。なでしこが山梨県に引っ越した後も交流が続いており、写真を通じてなでしこの友人たちの顔を知っている。ホンダ・エイプ風の第二種原付（100cc）を持っており、年始に帰省したなでしこや、一人旅で静岡県を訪れていたリンとひとときを過ごし、冬のキャンプの魅力に触れ、いずれリンに倣って原付で山梨県に遊びに行くという約束をして別れる。
後にリンとなでしこと大井川のキャンプ場まで一緒に行くのを約束し、本編第56話でリンと二人っきりで原付のツーリングキャンプ旅の同行を果たす。しかし、リンのように原付の長旅には慣れておらず疲れやすい体質で、原付から降りた途端に倒れる。その後リンと共に大井川のキャンプ場でなでしこと合流した直後に再び倒れ、シングルウォールテントの設営をなでしこに丸投げした。同キャンプでは「うまうま100%ハンバーグ」を持ち込み、なでしこの作る畑薙ダムビーフシチューオムハンバーグライスの具となった。口にしたリンは頭の中が肉だらけになると表現。
映画では、リンも利用しているバイクショップに勤務している。

### 本栖高校生徒（後輩）
瑞浪絵真（みずなみ えま）
声 - 指出毬亜
原作第73話で初登場。本栖高校1年生。高校に入学する直前、富士川公園でちくわと共に散歩していた恵那と知り合う。絵を描くのが趣味で、親に頼んで代金の半額を親からの入学祝い、残り半額を親への借金の形で購入してもらったタブレットを持ち歩いて絵を描く。高校入学後、購入したタブレットのお金を親に返済するため、リンの紹介で身延駅近くのアウトドア用品店カリブーでアルバイトを始める。本栖高校の図書館で恵那と再会し、リンやなでしことも知り合ってからは1学年上の主要人物たちを「変な先輩たち」と評している。
原作第88話でなでしこがGWのキャンプ旅の計画を練っていたところ、アルバイト先の店長の揖斐川から群馬の野反湖を薦められたのを思い出して提案し、原作第90話よりなでしこと恵那の軽井沢・群馬へのキャンプ旅に同行する。
中津川メイ（なかつがわ メイ）
声 - 天野心愛
原作第73話で初登場。本栖高校1年生。絵真の親友。自宅にサモエド犬のはんぺんを飼っている。富士川公園でちくわと共に散歩していた恵那と入れ違いで絵真と合流する形で登場。高校入学早々、自転車で登校する途中にタイヤがパンクして身動きできないでいたところ、ロードバイクで登校途中のあおいに助けられた。この時、ロードバイクに乗るあおいの姿を見てスポーツ自転車に興味を持ち、電車通学の定期券を払い戻したお金を元手にロードバイクを購入した。本栖高校の自転車部に体験入部したが練習が厳し過ぎて挫折していたところ、校内で再会したあおいに勧誘されて野外活動サークルに入部する。
原作第81話から第86話まであおいと共に富士川と笛吹川のロードバイクのサイクリングキャンプ旅を果たす。原作第86話でキャンプ旅から帰る途中に中津川家の愛犬・はんぺんを連れたメイの母と遭遇し、その場にいたあおいとメイの母が同じスーパーのゼブラで働いているのを知ることになった。絵真から「（ロードバイクとキャンプ、）お金かかる趣味のダブル沼に片足ずつ突っ込んでいるから」と指摘されて、原作第87話でメイの母が勤めて、且つ千明・あおいがバイトしている複合施設の道向かいのホームセンター「コモリ」でアルバイトを始めた。

### 本栖高校教師
田原（たはら）
原作第13話・第14話で言及される、鳥羽の前任の歴史教師。スクエア型の眼鏡をかけている。原作では、かつては教職一筋に生きる女性という印象を持たれていたものの、突如として結婚を公表して産休に入り、生徒たちを驚かせたというエピソードが回想として語られている。テレビアニメ版では産休に至る経緯には触れられず、そもそも第1期第9話で名前が語られただけ、と事実上の未登場。
大町（おおまち）
声 - 河本邦弘 / 演 - 猪俣三四郎
原作第19話、原作第35話に登場する男性教諭で、登山部の顧問。鳥羽が野外活動サークルの顧問を引き受けるまで、校庭での焚き火の許可や指導などを請け負っていた。サークルの焚き火を無許可と勘違いして咎めようとした鳥羽を仲裁し、その流れで彼女に野外活動サークルの顧問を押しつけて走り去る。第35話で再登場した際には山中湖での騒動を労い、部活動でのキャンプ地として温暖な伊豆を薦めた。
教頭
声 - 若林佑
本栖高校の教頭を務める男性。名前は不詳。原作第19話に登場。田原の後任で赴任した鳥羽を部活の顧問を就くよう話し合う。
原作第64話で薪の無料配布を現地まで貰いに行く予定であった大町に代わって、学校用の軽トラックを使ってチェンソーを積んで赴いた。チェンソーの扱いに手慣れている。薪の配布だけではなく、伐採にも参加しており、木材についての知識が豊富である。自宅に薪ストーブがある。
千明に対し、野外活動サークルをサークルから正式の部として昇進するのを心待ちにしていると労った。

### 志摩家
志摩咲（しま さき）
声 - 水橋かおり / 演 - 見方あゆ実
原作第6話から登場。リンの母。リンが在宅中の場面や、登校や旅行で家から出発する場面で幾度か登場している。リンがどこかに行くとついでにお土産も注文する。頻繁にバイクでソロキャンプを行う父・肇については、娘としてはもう少し落ち着いて欲しいと考えている。
かつては自身もバイクに乗り、夫・渉や父・肇と共にツーリングに行っていたこともあるという。当時乗っていたバイクは、父親である新城肇の家で保管されている。
新城肇（しんしろ はじめ）
声 - 大塚明夫
リンの母方の祖父。リンが中学生の時に一人キャンプを始めるきっかけになった人物。顎や頬に白く立派なカストロ髯を生やした風貌。自宅は愛知県と思われる。
リンに以前使用していたキャンプ用具一式を譲り、自分自身はオートバイで年中旅行している。
原作では第11話にて咲と電話で会話しているほか（アニメでは1期7話）、リンとなでしこの会話の中で言及されている。原作第28話では初めて本人が登場し、積雪による路面凍結で静岡から帰る手段を失ったリンを車で出迎える。リンが伊豆のキャンプ旅前日には、自宅からバイク用スクリーンを届け、バイクとスマホを繋ぐケーブルにリレーが付いていないことに気づいてリレーを買いに行き、その後渉とともにリンの原付の部品を取り付けを行い、当日朝リンと一緒に途中までツーリングを行う。ちなみにバイク用スクリーンは「使っていないもの」と元々自宅にあったかように発言していたが、実際にはわざわざ購入して用意したものであり、リンへの溺愛ぶりがうかがえる。
テレビアニメ版は登場場面が原作よりも前倒しされ、第1期第6話にてキャンプ地の下見中の千明と偶然知り合うというオリジナルエピソードが描かれている（ただし、リンの祖父であることはこの時点では明かされていない）ほか、前述の咲と電話で会話する場面では原作に先駆けて容姿も描写されている。
テレビアニメ版で声を演じる大塚明夫はナレーション役としても出演しており、キャンプ道具などの解説役を担っている。テレビドラマ版第2期での登場シーンでは、車のバックミラーの一部の顔が写し出されている他、後姿や腕が写っており、声を大塚が演じている。
志摩渉（しま わたる）
声 - 櫻井孝宏
原作第24話から登場。リンの父。風貌は眼鏡をかけた優男。テレビアニメ版第2期第1話では、娘・リンの初めてのキャンプの際、本栖湖のキャンプ場に車で送り、キャンプのアドバイスを受けられるよう管理人に手配するなど、送迎役と世話係に徹しているオリジナルエピソードが描かれる。またリンが伊豆のキャンプ旅前日に、仕事から帰宅した直後、リンの原付の部品を取り付けるために、愛知県の自宅からわざわざやってきた肇と共に協力する。
「スペシャルエピソード」ではリンの原付は年に1度の点検作業のために送り出し、代車として三輪バイクのレンタルを手配する。

### 各務原家
各務原静花（かがみはら しずか）
声 - 山本希望 / 演 - 山本映子
原作第16話で初登場。なでしこと桜の母。娘の桜同様、眼鏡をかけている。
第16話では、なでしこの見舞いに来た千明の作るほうとうを、夫と桜を含む家族4人で食べた。
テレビアニメ版では第1期第1話にも声のみ登場している。
各務原修一朗（かがみはら しゅういちろう）
声 - 大畑伸太郎 / 演 - 野口雄介
原作第16話に初登場。なでしこと桜の父。会社員。口髭を生やしている。
綾乃によると、食べることが好きで、なでしこもその影響を受けて食べることが好きでダイエットをさせられるまではふっくらしていたとしている。
年始に帰省しリンに会うなでしこに、なでしこが普段からいろいろとお世話になっているということで、リンに浜名湖名物の鰻をご馳走させるために小遣いを提供。なでしこが伊豆キャンプ旅に出掛けるのを機会に伊豆のお土産を購入させるために小遣いを多めに提供する。
第16話ではなでしこから風邪をうつされて会社を休んでいた模様で、体調が回復し起きてきた際に、千明の作るほうとうを家族4人で食べた。
各務原真知子（かがみはら まちこ）
声 - 平ますみ / 演 - 天光眞弓
なでしこの祖母。原作第28話に登場。原作・テレビアニメ版では本名が不明だったが、テレビドラマ版に登場するに当たり名前が設定されている。静岡県在住で自宅は浜名湖佐久米駅より徒歩20分の一軒家で住んでおり、黒い猫を飼っている。
リンが原付の元日ソロキャンプ旅に出掛けてから自宅周辺の路面凍結によって帰れなくなったため、なでしこの提案で一晩泊めてもらえるようになり、なでしこ・リン・綾乃・静花・修一郎・桜をもてなす。

### 犬山家
この他、原作24話には飛騨高山（岐阜県高山市）に毎年家族で遊びに行く間柄の親戚（叔母）がいるという言及がある。
犬山あかり（いぬやま あかり）
声 - 松田利冴 / 演 - 西澤愛菜
原作第22話から登場。あおいの妹。あおいを幼くしたような外見で、姉と同じく太眉が特徴で、同じように関西風の口調で話す。千明からは「チビ犬子」と呼ばれており、互いに遠慮せずに話したりじゃれ合ったりできる程度には親しい間柄。ホラ話が好きで、嘘を言っている時には目が泳ぐのも姉と同様。テレビアニメ版では登場が前倒しされて第1期第9話に端役として登場し、テレビドラマ版ではスペシャルから登場している。原作第41話で温泉に浸かるカピバラがいる伊豆半島の動物公園を見に行きたがっていたのをあおいに相談し、なでしこたちの伊豆キャンプ旅の同行を果たす。
映画では、美大に進学。千明との関係は相変わらず。
犬山みね子（いぬやま みねこ）
声 - 進藤尚美
原作第22話に登場。あおいの祖母。あおいやあかり姉妹と同様に太眉。あおいがクリスマスのキャンプで振る舞う料理の献立で悩んでいる際に、もっともらしい助言をつけてすき焼きを勧めた。テレビアニメ版第2期第13話でこたつに入ってあかりが撮ってきた写真をあかりと一緒にみている姿が映し出される。
一家の例に漏れず人を騙すことがあり、原作第77話であおい・あかり姉妹が花見キャンプで鳥羽が羊の肉を提供しその肉の食べて味が異なり違和感を覚えて電話で問い出すと、2人は晩ご飯で食べてたお肉が羊の肉だとずっと思い込んだのを、実は羊の肉を偽って豚肉で提供したのを自白した。
犬山達雄（いぬやま たつお）
声 - 武虎
あおい・あかり姉妹の父親であり、みね子の息子で原作第75話に登場。あおいが南部町の温泉施設でロードバイクのタイヤがパンクして達雄に連絡、迎えに来て帰宅後に下記の達雄の妹（叔母）の件に付いて否定し、あおいに「今日は何月何日や？」と諭した。
高山の叔母
声 - 植田佳奈
岐阜県高山市在住（氏名は公表してはいない）。あおい・あかり姉妹の父・達雄の妹であり、みね子の娘で原作第75話に登場。叔母からあおいにロードバイクを（エープリールフールである）4月1日に譲渡、その際に達雄のことで姪姉妹に対し（ロードバイクについての）ホラ話をする。あかり曰く「せっかち」。

### 斉藤家
斉藤潤（さいとう じゅん）
演 - 橋本じゅん
恵那の父。原作第19話の恵那の台詞で言及されており、原作第31話（アニメでは第3期第2話）で本人が登場。恵那がクリスマスキャンプを参加するために寝袋の代金を出してくれる。恵那がちくわを連れて朝霧高原のキャンプ場に行ったのを、チワワにとってクリスマスのキャンプ場の寒さは厳しいため、夜半には車で迎えに行った。 休日ではちくわと戯れていることがあり、メッセージのアイコンをちくわの顔にしている。
テレビドラマ版第2期第5話で、テントに入ったちくわをえさで釣りながら姿を多数スクショして、キャンプに出かけた娘の恵那にわざわざ写真を送信してきた。無口なうえ、ソーセージでちくわを罠に誘うが失敗して自分で罠を被る、熊のぬいぐるみでちくわを誘う、会に遅れてきたリンを妙な眼鏡を付けて出迎えるなど、奇妙な行動をするキャラクターとして描かれている。

### 中津川家
メイの母
　下の名は不明。原作第78話で登場。原作第86話では愛犬・はんぺんの散歩を兼ねて「道の駅雁坂」へロードバイク初心者の娘・メイの様子を見に訪れる。その際、メイは母親とあおいがスーパー「ゼブラ」で一緒に働いている同僚だった事を知る。なでしこが好きなウィーチューブチャンネル（動画チャンネル）「はんぺん日和」の投稿者でもある。

### 旅先で出会う人物
鳥羽涼子（とば りょうこ）
声 - 國立幸 / 演 - 北原帆夏
原作第11話に姉・美波と共に登場。キャンプ場で居合わせた際、備長炭の点火に苦労するリンを助け、なでしこに「必殺火熾し人」と言われる。中性的な容姿で、原作第11話で登場して原作第23話で性別が明かされるまでは、リンやなでしこからは美波の「彼氏」と誤認されていた。姉からの依頼で、野クルの伊豆キャンプに際して用具と自身が所有する日産・ラフェスタ風のミニバンを提供するほか、心配してキャンプ時も姉に定期的に連絡を入れてきた。
菊川昴（きくがわ すばる）
声 - 川澄綾子 / 演 - 向里祐香
原作第15話、第25話に登場。原作第15話では夜叉神峠（山梨県南アルプス市）に友人の島田こはると共に冬山登山に来ており、たまたま出会ったリンに、リンが山越えに使おうとしたルートが通年マイカー規制されていることを教える。別れ際にリンに手渡したほうじ茶は、原作第18話で焼き豚まんと共にリンの夕食となる。原作第25話ではリンが母に頼まれた買い物で静岡県掛川市を訪れた際に、日本茶専門店「たかくら」の店員として再会。正月に初日の出を拝むための人気スポットとして福田（ふくで）海岸を勧める。
島田こはる（しまだ こはる）
声 - 沼倉愛美 / 演 - 藤井美緒
原作第15話（アニメ第1期第9話）に登場。菊川昴の友人。夜叉神峠登山口で昴と待ち合わせをしていたが、降りる高速のインターチェンジを間違え、遅れてやって来た。
作者の別作品「mono」では漫画雑誌の編集者・島田こはるが登場するが、原作者名義の公式Ｘによると、このmonoの「島田こはる」とゆるキャン△の「島田こはる」は同一人物である。
飯田（いいだ）親子
声 - 藤村忠寿（HTB） / 演 - 細井学（飯田さん / 和夫）、声 - 渕上舞 / 演 - 金井美樹（飯田さんの娘 / 美晴）
原作33話から登場。伊豆・伊東で酒屋（飯田酒店）を営む。後述するチョコという名の犬を飼っている。ラジコン水上飛行機を飛ばすために山中湖へきて、遭難しかけていた千明・あおい・恵那を助ける。また、3人を心配して捜しに来た鳥羽先生に地酒を勧め、先生とも意気投合した。
野クルが伊豆キャンプで予定していたキャンプ場が使用できないとなった際にも連絡を受け、知り合いのキャンプ場を紹介している他、店に訪れたメンバーを歓迎し、飯田さんの娘もチョコの散歩に最適ということでそのままメンバーの観光に同行。リンが伊豆キャンプの祖父への土産として購入した豚肉の味噌漬けは、飯田さんから薦められたもの。
飯田親子の下の名前は原作・テレビアニメでは不明だったが、テレビドラマ版第2期第7話での字幕にてそれぞれ父が和夫、娘が美晴だと判明した。
一宮（いちのみや）親子
声 - 若林佑 / 演 - 竹森千人（父：一宮伸一）、声 - 関根明良 / 演 - 平澤宏々路 （姉：一宮遥香）、声 - 川井田夏海 / 演 - 高杉侑希（弟：一宮拓人）
原作37話に登場。なでしこが初めてソロキャンプをしたキャンプ場で出会った親子。四人家族であるが母親は当日友人と旅行で別行動。姉はパソコンを持ち込んでいたが電波状況が悪く不機嫌だった。父はキャンプ飯を作ろうと思っていたようだが、姉弟には不評でコンビニのドリアなどを用意していた。姉弟は夕飯の支度で共同炊事場を訪れた際に、なでしこの実験料理「野菜丸ごとホイル焼き」に興味を示し、その出来栄えぶりに姉は次回キャンプ飯を作ってみようと思い立つ。
八代 はるか（やつしろ はるか）・知多 りえ（ちた りえ）
声 - 藪内裕友実 （はるか）、森山由梨佳 （りえ）
原作58話に登場。千頭駅から出発する井川駅行き列車に慌てて乗り込んできた、三重県から来た旅客二人組（ちなみに慌てていた理由は、りえが買う駅弁に悩みすぎて時間がかかったため）。はるかは茶髪、りえは栗色の髪で眼鏡をかけている。列車内でなでしこと仲良くなり、なでしこが途中下車するアプトいちしろ駅で電気機関車の連結を見物後に井川駅へ向かうため別れた。その後原作62話において、翌日の足湯カフェでなでしこと再会し、一緒にいたリンと綾乃とも対面している。この時はすでに観光を終えており、帰り道の最中だった模様。
2人の名前は原作では不明だったが、テレビアニメ版第3期第3話でのエンドロールにて判明した。
小谷 あさひ（こたに あさひ）・小川 かおり（おがわ かおり）
声 - 石谷春貴（小谷あさひ）、水野朔（小川かおり）
原作70話に登場。リンが富士川町の十谷温泉キャンプ場でソロキャンしたとき出会うN-VAN風の軽自動車で車中泊をする男（小谷）女（小川）カップルキャンパー。同キャンプ場でリンが放置されているゴミを片付ける最中に小川がリンに呼びかけ小谷と一緒に清掃、その後二人の軽自動車の元で談笑する。手慣れたソロキャンプを行うリンの姿を見て、初めはリンのことを大学生かと思っていた。
談笑によると、まだ始めて1年の初心者キャンパーであるが、知り合いにキャンプ好きがいていろいろ教えてもらえたという。キャンプの片づけについてあさひ曰く、その人に「撤収する時は痕跡を残すな。殺し屋に追われていると思え」という格言を教えられた（この時キアヌ・リーヴスがモデルと思われる殺し屋のイメージ像が描写された）。
リンとは翌日、キャンプ後に立ち寄った日帰り温泉で偶然にも遭遇。かおりはキャンプの他にロードバイクをやっており、これから花見ツーリングに行くリンに自身が昨年ロードバイクで静岡の清水から埼玉まで走った時、一部通った甲府盆地の外周を回るコースを教える。
ヒロシ
演 - ヒロシ
テレビドラマ版第1期で本人役としてゲスト出演。第3話ではリンが聞いていたラジオ番組のパーソナリティ役として声のみで出演したほか、第8話は千明が見ているYouTube動画の配信者として紹介される形で登場。第11話でもなでしこが偶然出くわしたソロキャンパーとして出演する。

### キャンプ場の管理人
本栖湖キャンプ場の管理人
声 - 平野俊隆 / 演 - 村上進哉
原作第1話にて登場する本栖湖畔にある「本栖センターロッジ」の管理人。「本栖センターロッジ」のモデルとなっているのが「浩庵キャンプ場」でドラマ版では名称がそのまま使われている。アニメ版2期第1話では、アニメオリジナルでリンの中学1年の頃にリンの父・渉と一緒に同所へ、リンが一人でデイキャンプを行ったとき焚き火の火起しが出来ず困っているところ通りかけた管理人に火起しのレクチャーを受けるシーンが描かれていた。
映画では、キャンプ場運営の準備を進めるためにアドバイスを聞きに来たリンにキャンプ場運営のアドバイスをする。
イーストウッドキャンプ場の管理人
声 - 金光宣明 / 演 - ニクまろ
原作第8話にて作務衣姿で登場する「イーストウッドキャンプ場」の管理人。同キャンプ場のモデルとなっているのが「パインウッドキャンプ場」でドラマ版では名称がそのまま使われている。
山中湖のキャンプ場管理人
声 - 嬉野雅道（HTB） / 演 - 西村瑞樹（バイきんぐ）
原作33話に登場。山中湖にある「大間々岬キャンプ場」のキャンプ場の管理人、岬にテントを張ろうとしていた千明たちを「だめだよ、あぶねえもん」と止めさせる。
「大間々岬キャンプ場」のモデルとなったのが「（山中湖・）みさきキャンプ場」で、ドラマ版2期では名称がそのまま使われている。
笛吹雁坂キャンプ場の管理人
原作第83話にて登場する初老風の管理人。美波は管理人の「声」をどこかで聴いたことがあると思いつつ千明と海外ドラマの話をしたら好きな海外ドラマの吹き替え声優の「声」に似ていると興奮する。同キャンプ場の別れ際、美波同様に海外ドラマ好きのメイも管理人の「声」を聴いて美波と一緒にそわそわした。

### アウトドア用品店カリブー
関（せき）
声 - 江口菜子
原作14話に登場した「アウトドア用品店カリブー身延店」の店員（社員）。なでしこがガスランプ（ルミエールランタン）を見つけたときに「火 つけてみますか?」とガスランプに火をつけてくれた。原作80話で結婚を機に新潟の店舗に転勤する。
揖斐川（いびがわ）
声 - 小原好美
原作29話に登場した「アウトドア用品店カリブー身延店」のニット帽をかぶっている店員（社員）。絵真がアルバイトで入った時点で店長を務めている。絵真が（なでしこ・恵那と）キャンプ計画時に相談を受ける。
バイトの男子大学生
原作81話に登場。絵真と同時期に「アウトドア用品店カリブー身延店」にバイトに入ったキャンプ道具が好きな男子大学生。
バイト代が入ったら「キャンプ道具に課金する」と言いながら自室部屋のインテリアをキャンプ道具にしたいくらいキャンプ道具好きである。なお、絵真曰く男子大学生は虫が嫌いだから（野外の）キャンプをしないらしい。
カリブー富士吉田店の店員
声 - 青山吉能 / 演 - 深澤しほ
原作31話に登場。千明・あおい・恵那の3人で山中湖の「大間々岬キャンプ場」に向かう道中に立ち寄った。千明がハンモックの事で相談するとコンパクトローチェアを2脚（前足ありと前足なしを1脚ずつ）を使用を千明に提案、購入して「大間々岬キャンプ場」で使用する。ドラマ第2期第5話「カリブー」のモデル店舗である「モンベル富士吉田店」の名称がそのまま使われている。
カリブーくん
声 - 豊崎愛生
原作31話に登場した「アウトドア用品店カリブー」のマスコットキャラクター。手のひらサイズのぬいぐるみが販売されている他、店舗によっては等身大モデルを設置してる。等身大モデルの価格は36万円で販売している。ドラマ第2期第5話「カリブーくん」のモデルであるモンベルのマスコットキャラクター「モンタベア」がそのまま使われている。
カリブーくんの声については、あおいの妄想上で吹き出しと一緒に発した言葉である。

### 犬
ちくわ
声 - 原紗友里 / 演 - 山口チョコ
原作第3話から登場。恵那が飼っているチワワ。ササミソーセージが好物。恵那がいつも会話で話題にしたり、SNSに写真を投稿したりしている。クリスマスの朝霧高原でのキャンプ（クリキャン）では恵那に連れられウサ耳型フードを被せた姿で登場、主要登場人物らと楽しい時間を過ごした。また、すき焼きができるのを待つ間、寒さをしのぐなでしこによって四尾連湖キャンプ以来の「秘密結社ブランケット」が登場したが、このとき組織のトップ「チクワ総統」とされて、軍人用の帽子を被り、ブランケットに包まれて防寒がなされている。しかし、チワワにとってクリスマスのキャンプ場の寒さは厳しいため、夜半には帰宅させられた。
芸達者で、斉藤家の庭でソーセージ焼き会ではスタッファーを銃に見立てて皆がノリノリで撃たれた演技をするが、ちくわも反応して撃たれたふりを行い、さらに恵那の指示でゾンビになって生き返るところまでをこなした。
「瑞牆キャンプ回想編」で（回想ながら）ちくわが恵那の問い掛けに「言葉」で返答しているのを傍で聞いた千明が「（中略）ていうかこの声聞き覚えがあるぞ?」とアニメ版ちくわ役と千明役の同一声優である原紗友里を意識した描写がある 。
早太郎（はやたろう） / 悉平太郎（しっぺいたろう）
声 - 高橋李依
原作第16話から第17話、および原作第24話から第25話にかけて言及される、長野県駒ヶ根市や静岡県磐田市の伝説に登場する霊犬。駒ヶ根市では早太郎、磐田市では悉平太郎と呼ばれている。リンが長野県や静岡県を一人旅した際、この犬の伝説の足跡を追ったり、グッズであるおみくじを購入したりする。
原作第17話では旅の途中で寝過ごしかけたリンの夢の中に現れ、ミニソースカツ丼に付属していたサラダを犬食いした後、付き添いのなでしこと共に駿河へ化猿退治に出発する（この時なでしこに寝過ごしを警告され夢から覚めた）。既に大盛ソーツカツ丼を食べた後に更に食べ物を要求するなど、食欲旺盛な様子を見せた。
原作第25話では悉平太郎の名を継ぐ犬（悉平太郎三世）がいるという評判を伝え聞いたリンが磐田市を訪れるものの、その情報は古く犬は亡くなっており、リンを落胆させる。
テレビドラマ版では、リンの夢の中に出て来る「なでしこと一緒に居た（ぬいぐるみの）早太郎」と別にかぶりもをつけた寸劇で、千明（田辺桃子）演ずる「悪猿」をあおい（箭内夢菜）演ずる「早太郎（悉平太郎）」が懲らしめるシーンがあった。
チョコ
演 - 煌
原作第33話から登場した、飯田親子の飼い犬のコーギー。名前の由来はチョコレート（のチョコ）でなくお猪口から。千明・あおい・恵那らの山中湖キャンプの際に、キャンプチェアに座り込んでいた。飯田親子と3人が出会うきっかけとなる。
はんぺん
声 - 金光宣明
原作第65話から登場。中津川家の飼い犬のサモエド。初登場時は千明・あおい・恵那がみずがき湖のキャンプ旅の回想話からイマジナリーとして登場した。原作第78話で中津川家の「はんぺん」として登場、メイの部屋に行きメイを起こす。原作第86話でメイの母に連れられ「道の駅雁坂」でメイと再会（千明・あおい・鳥羽は「実物」とは初遭遇）、メイから投稿動画に出る「はんぺん」は中津川家の愛犬と紹介した。
あfろ
作者。サングラスをかけたハスキー犬を自画像としており、原作では単行本各巻の巻頭カラーイラストで登場人物と共演している。テレビアニメ版ではオープニングアニメーションのサビの部分に各巻巻頭イラストを再現したカットがあり、そのまま登場している。

### その他
伊藤さん
声 - 樫井笙人 / 演 - 平山繁史
原作第1巻第1話で、本栖湖のキャンプ場の受付で管理人と話していた人物。アニメ版第1期第3話では、リンとなでしこが麓キャンプ場でキャンプをしたときに聞いていたラジオ番組、RADIO甲府「weekend music」のパーソナリティ
酒の川本店長
声 - 宇垣秀成 / 演 - 藤田啓介
アニメ版は第2期第3話、テレビドラマ版はスペシャルで登場。大垣がバイトしている酒の川本の店長。本栖高校のOBでもある。
チャリくまくん
原作第14巻第79話に登場する道の駅増穂に設置されていたキャラクター。ロードバイクを担いでいる等身大モデルが道の駅の建屋入口で設置されている。自転車の他においしい食べ物が好きで、体重制限を超えてしまい自転車に乗れなくなったという設定になっている。モデルはNPO法人やまなしサイクルプロジェクトの「チャリたぬ(君）」。
ロードバイクに興味を持ったメイが試し乗りをしてみるために、絵真と連れだってロードバイクのレンタルをしていた道の駅増穂を訪れた際に遭遇。その後、原作第15巻第86話の道の駅雁坂でも登場している。道の駅増穂のモデルは道の駅富士川で、同道の駅では実際にロードバイクのレンタルをしている。
物体その他
作中に出てくる吹き出しセリフを発する動物や植物、バイクや人形の製造物、建造物等の色々な物体。アニメ版では犬山あおい役の豊崎愛生が物体役として吹き出しの声を加えた下記のキャラを演じた。太字文はエンドロールに表記の役名。
| - 松ぼっくり - リンのスクーター - スクーターにUSBとリレーを付け、充電を確認するリンのスマートフォン - キャンプ場の森林 - リス（同上キャンプ場の森林を住みついている） - 栗（四尾連湖キャンプ場の森林に落ちていた） - 夜空に浮かび出す豚（リンが四尾連湖で豚串を食べて感謝した後に登場） - 木皿（千明が購入した物） - なでしこの祖母（真知子）宅の軒先で焼いた紅白餅（リンが福田海岸の初日の出を観た後で行われていた餅まきで入手した物。） - きりたんぽ - カリブーくん - 警官人形（早川町の山梨県道37号沿いに存在） - 温泉宿のシカのはく製 - バイク（土岐綾乃の物と、写真に写っていた所有者不明の物） - 列車（列車編成等については「大井川鐵道井川線#運行形態」を参照） | - ガイコツ（遊歩道になった大井川鐵道井川線旧線トンネル内に設置） - しぶき橋（長島ダム下流） - ダム（長島ダムと畑薙ダム） - 石たち（道路に無数に落ちていた石） - トンネル（田代トンネル群） - 赤とうがらし（なでしこが作った畑薙ダムビーフシチューオムハンバーグライスの薬味） - 北杜農産物直売所で売られていた訳ありトマト - リンが恵那から貰った明野のトマト（前述の直売所で売られていたもの。キャンプで使用するため購入したが、量が多すぎて使い切れず余った。） - キャンプ管理棟で売られている野菜 - 瑞牆山の大ヤスリ岩 - アウトドア料理のレシピ本（リンの所有物、『はじめてのアウトドアめし ― かんたんレシピ100選』） - なでしこが自宅で作ったサンドイッチ（一個だけ箱に入らず余ったもの） - 自転車（リンがスクーターの免許取得前に使っていたもの） - ロードバイク（あおいが叔母から譲られたもの） - 三輪バイク（リンのスクーターが点検に出された際用意された代車。前輪が2つあるリバーストライク。） - 伊奈ヶ湖森林公園内の資料館に展示しているヤマネのはく製 - なでしこがキャンプ場への経路を間違えて辿り着いたところで見た富士山 - なでしこが調理した焼きりんご |

## 設定

### 物語の舞台
主要な登場人物らは山梨県在住で身延町とその周辺に住んでおり、本栖高校という名前の高校に通っているという設定である。この高校にはアウトドア系の部活動として、千明とあおいが創立した同好会の野外活動サークル（やがいかつどうサークル、通称野クル）と、登山部という2つの部があるという言及がある。野外活動サークルの部室は「鰻の寝床」と形容されるような細長い物置部屋で、人が集まると手狭になるため、以前は積極的に部員を募集していなかったが、原作本編第2話/放課後第4話でなでしこが入部したことを機に、正規の部室を獲得するため、部員を4人以上集めて同好会から部活動へと昇格することを狙っている。
当初は野外活動サークルに顧問がおらず、登山部の顧問を兼任する大町という教師が、安全な焚き火を行うための指導や許可の受理をしていたことが言及されているが、原作本編第19話からは新任教師の鳥羽が、大町から半ば押しつけられる形で正式な顧問に就任している。大町が顧問を務める登山部については詳細な描写はないが、千明らの野外活動サークルと比べるとまったりしていない体育会系の雰囲気で、富士登山を行っているという言及があり、なでしこからはやんわりと敬遠されている。
キャンプ場や温泉の施設名・アウトドア用品や食品を購入する店舗名、ウェブサイト名などといった商標などを含む一部の固有名詞が架空のものへと置き換えられているものの、劇中には実在の観光地や地名、案内標識、道路名なども登場する。主要な登場人物の一人であるなでしこの自宅は南部町にあるとする言及があり、千明やあおいと共に身延線で電車通学をしているという描写になっている。テレビアニメ版ではなでしこが南部橋を自転車で渡り内船駅から乗車して登校する描写があるが、劇中に登場する主要登場人物の自宅は、実際には家屋が存在しない場所に設定されている。なお物語開始前は、なでしこは静岡県浜松市の浜名湖付近に住んでいたという設定が語られている。

### 劇中に登場する謎の組織
ゆるキャン△には“秘密結社ブランケット”という謎の組織が登場する。（テレビアニメ版では第1期第7話・第11話、テレビドラマ版では第1期第7話・第11話にそれぞれ登場）。これは単行本第2巻第12話「湖の夜とキャンプの人々」（テレビアニメ版第1期第7話、テレビドラマ版第1期第7話）で、なでしことリンが四尾連湖でキャンプ中、リンが寒くてくしゃみをした後、フリースブランケットに体を覆い包まるなでしこの姿を見て「出たな怪人ブランケット」と言ったあと、なでしこが用意していたリンの分のフリースブランケットを出し、二人が鍋と焼肉を待っている間にフリースブランケットで体を覆いぬくぬくと温まっている姿から誕生した組織？のこと。
さらに、単行本第4巻第22話「特別な晩ごはん」（テレビアニメ版第1期第11話、テレビドラマ版第1期第11話）では、なでしことリン、野クルの千明、あおいと同級生の恵那、顧問となった鳥羽、そして恵那のペット（チワワの）ちくわを加えた6名+1匹で、クリキャンと称したクリスマスの日に行った朝霧高原でのキャンプで、あおいが作ったすき焼きを待つ間、気温0℃の寒さに震える一同に対し、なでしこがフリースブランケットで全身を覆い包まり、その後全員がなでしこと同じ姿となって体育座りしたため、“秘密結社ブランケット”は二人→五人へと勢力を拡大した。なお、ちくわが組織のトップ「チクワ総統」として就任している。
この“秘密結社ブランケット”は、テレビアニメ版第1期の放送終了後の2018年10月7日に『秘密結社ブランケット入団説明会 2018Autumn』（会場：埼玉県・和光市民文化センターサンアゼリア）という表題のイベントとして開催、花守ゆみり（各務原なでしこ役）、東山奈央（志摩リン役）、原紗友里（大垣千明役）、豊崎愛生（犬山あおい役）、高橋李依（斉藤恵那役）の主要キャスト5名と、OPテーマを担当した亜咲花、EDテーマを担当した佐々木恵梨が登壇した。なお、このイベントは、全国33箇所の映画館でも上映された。また、同年11月3日には『秘密結社ブランケット音楽祭』（会場：本栖高校グラウンド）が開催され、それぞれのイベントとも多数の観客が詰め掛けるなど一定の人気を博し、それに伴い、テレビアニメ版第1期第11話で主要キャラ五人のそれぞれが包まった柄のフリースブランケットとそれに全身を包んだ姿のフィギアがセットになって販売された（後述参照）。

## 劇中に登場する観光地・宿泊地
以下では劇中において実在の地名に言及されているか、施設名が具体的な地名に置き換えられているものを挙げる。何らかの事情で施設名をぼかして具体性のない名称に置き換えてあるものについては、テレビアニメ版のエンドクレジットで「取材協力」として明記されているものや、出版物や公式なウェブサイトでモチーフとなった施設が明かされているものについては併記するが、そうでないものは前後の描写から推測可能なものであっても省略する。なお、テレビドラマ版についてはモチーフとなった施設が実在の名称のまま登場している。

### 山梨県（ゆるキャン△）

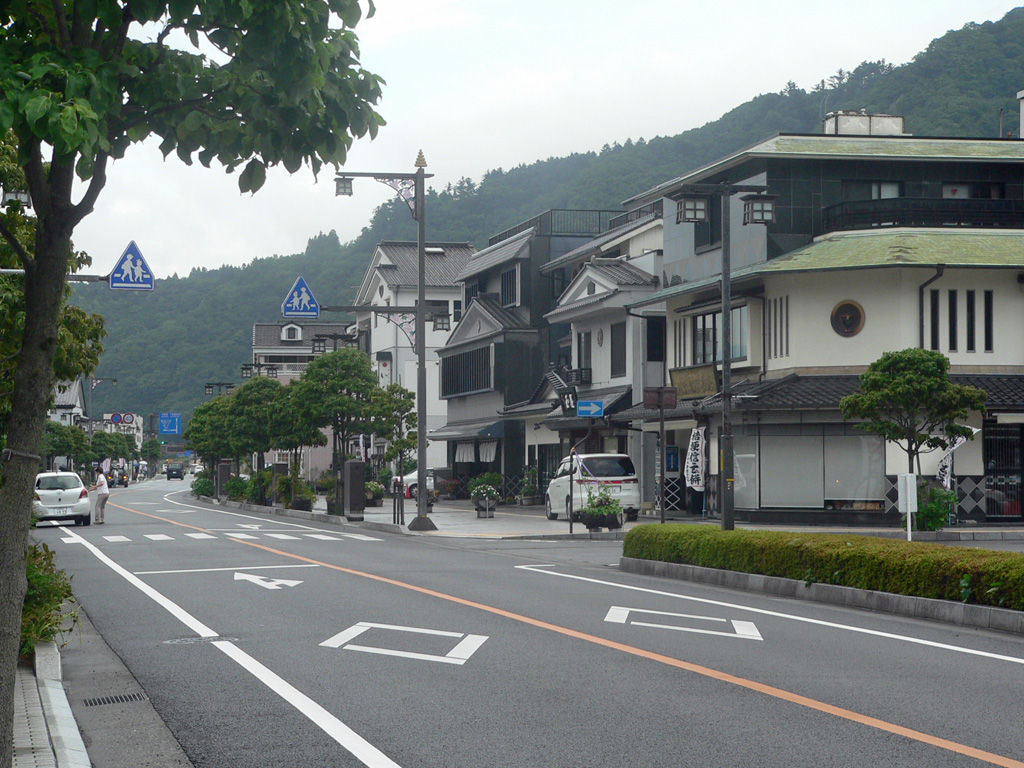
原作第14話・テレビアニメ版第1期第8話に登場する身延駅前のしょうにん通り商店街。

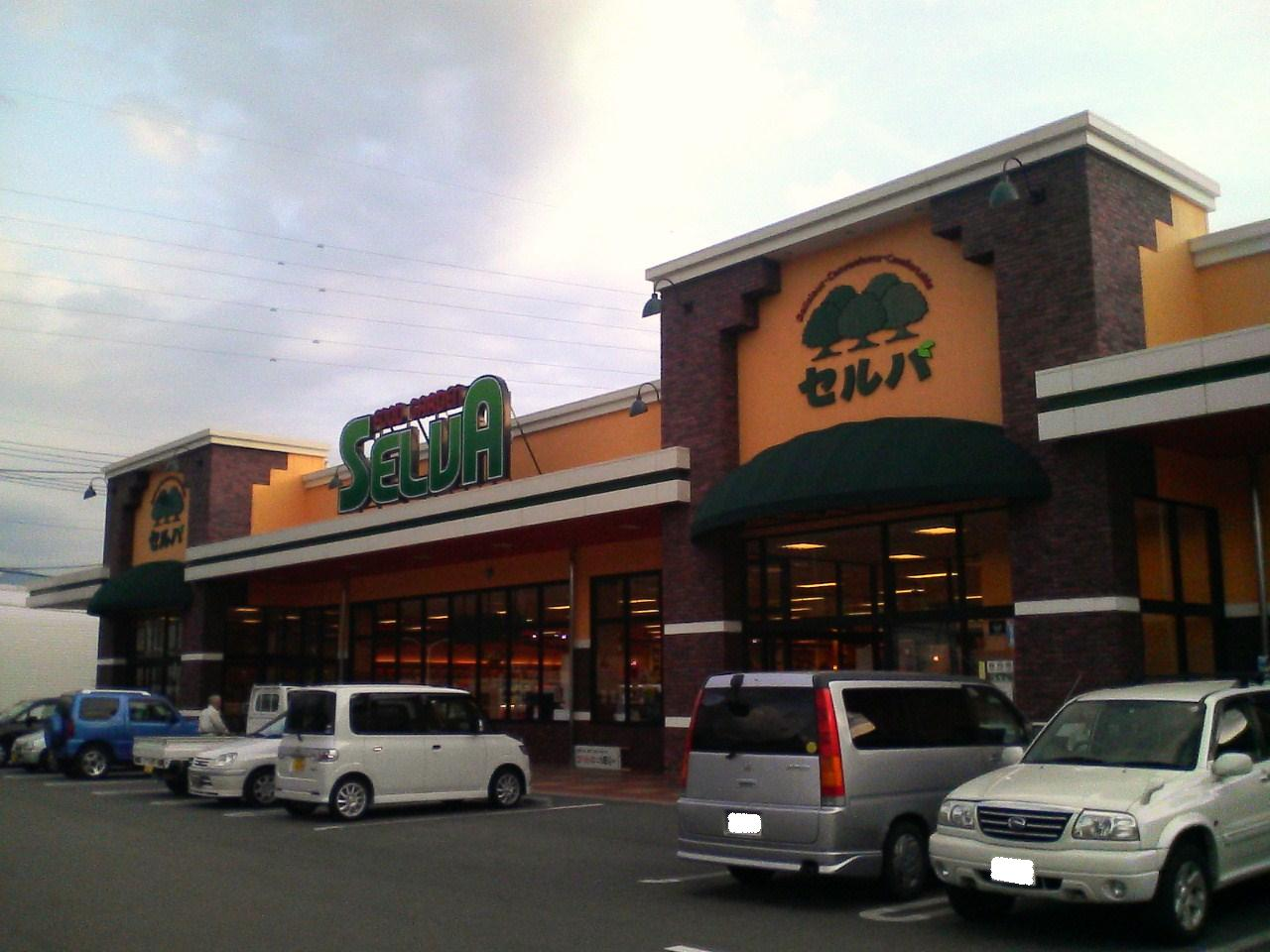
千明とあおいのバイト先の基となったフレスポみのぶ。

#### 身延町
主要な登場人物らが通う本栖高校は実在しないが、テレビアニメ版では旧身延町立下部小学校（2017年3月閉校）・身延町立下部中学校（2016年3月閉校）跡地周辺が通学路のモチーフとして描写されており、原作本編第13話にも、付近を通る県道419号線（山梨県道419号甲斐常葉停車場線）を歩いていたなでしこが、劇中で用いられている地図サイト「グルグルマップ3Dビュー」のパノラマ撮影車に写真を撮られるエピソードが描かれている。また、劇中で千明やあおいのアルバイト先で、リン、なでしこ、顧問の鳥羽らが買い物に立ち寄る描写のある「スーパーマーケット ゼブラ」と「酒の川本 身延店」は、身延町のフレスポみのぶ内にあるセルバみのぶ店（テレビドラマ版では実在の名称で登場）と、かつて敷地内に存在した酒屋がモデルとなっている。原作第87話よりメイはフレスポみのぶの隣にあるホームセンター「コメリハード＆グリーン中富店」をモチーフとする「コモリ」でアルバイトを始めている。千明やあおいの自宅も、このアルバイト先の近所という設定で、地図上はフレスポみのぶの最寄り駅になる波高島駅から通学している。恵那の自宅は甲斐大島駅から徒歩約5分の場所にある。

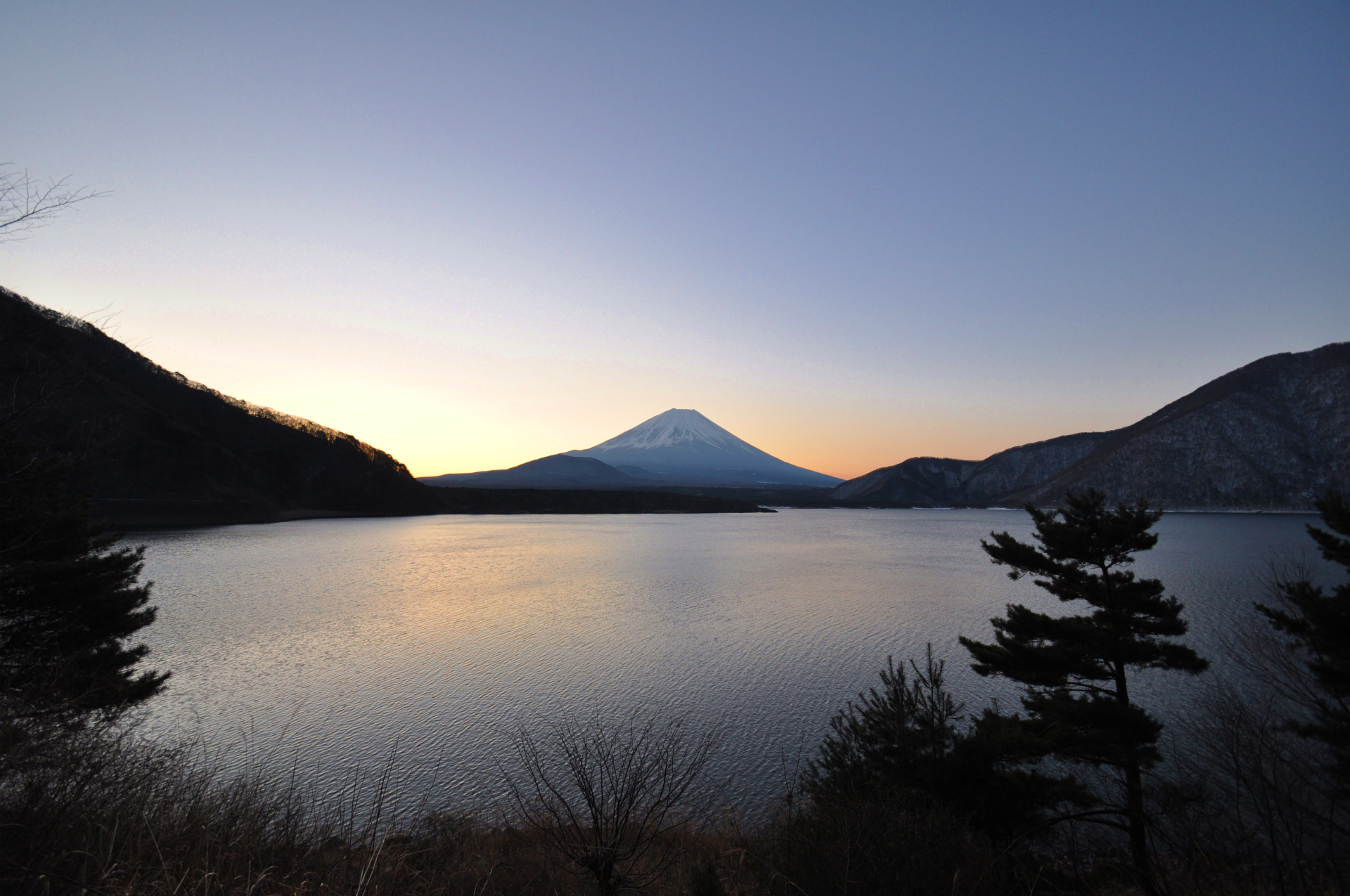
原作第1話・テレビアニメ版第1期第1話に登場する本栖湖と富士山。キャンプ場を訪れたリンが、千円紙幣E号券の図柄になっている景色を見に来たなでしこと出会う。

- 本栖湖（原作第1巻第1話、第1巻番外編、第9巻第52話、テレビアニメ版第1期第1話、テレビアニメ版第2期第1話・第13話、テレビドラマ版第1期第1話） - 名称は曖昧にされているものの、身延町に所在する浩庵キャンプ場[271][282]をモチーフとした施設が登場するほか、キャンプ場の付近にある国道300号と山梨県道709号の交点を示す道路標識が描かれている[283]。第1話にてキャンプ中のリンが、困窮していたなでしこと出会うほか、番外編にてリンの日帰りキャンプ先として再登場する。

原作第9巻第52話で伊豆キャンプ旅から帰宅後、リンからの返信が無いことを心配したなでしこは桜の車に乗って迎えに行き、リンとなでしこの二人で伊豆キャンプ旅の感想を話す際に登場する。
アニメ第2期第1話のオリジナルエピソードでは、リンが初めてのデイキャンプを体験する場所として登場する。
- 身延駅周辺[270]（原作第3巻第14話、第6巻第29話 - 30話、原作第14巻第80話、テレビアニメ版第1期第8話・第2期第4話、テレビドラマ版第1期第8話・第2期第3話） - なでしこ・千明・あおいが学校帰りに身延駅で下車し、架空のアウトドア用品店「カリブー」で道具を購入したり、駅周辺の街並みを観光しながら身延饅頭の買い食いをする。原作第6巻第29話と第30話に身延駅構内やアウトドア用品店が登場する他にも、なでしこと桜が飲食した蕎麦店の描写が登場し、この店がなでしこの新たなアルバイト先となって働くことになる。原作14巻第80話より、なでしこと一緒にリンが学校帰りにカリブーに寄った際にアルバイト募集の貼り紙を見て、リンがアルバイトを探していた絵真に紹介し、絵真は同店でアルバイトを始める[152]。なお、駅前の商店街はしょうにん通り商店街をモチーフとしているが[270]、アウトドア用品店のモデルとなる店舗[270][注 58]やなでしこのバイト先の蕎麦店[注 59]は身延町には存在しない[285][注 60]。
- 身延山（原作第5巻第26話、原作第13巻第72話、テレビアニメ版第2期第2話、「へやキャン△」テレビアニメ第6話[288]、テレビアニメ版第3期第9話、テレビドラマ版スペシャル） - 千明、あおい、あかり、鳥羽が初日の出を見るために登る。なでしこと桜が春の時期になって桜を見に行くために訪れている。「へやキャン△」では中学生時代の千明とあおいが訪れている。劇場版でも訪れる。
- 原作第73話で「富士川クラフトパーク」をモチーフとした公園が登場し、恵那がちくわを連れて散歩をする。その際、恵那は後に後輩となる絵真と出会ったほか、恵那が立ち去った後に入れ違いでメイが登場する。

#### 甲府市
- テレビドラマ版第1期第8話・第2期第3話 - 上述の通りアウトドア用品店が身延町に存在しないため、テレビドラマ版では桜の車で甲府市に向かい、同市内のアウトドアショップ「エルク」で買い物をする形に変更されている[289]。

#### 山梨市
なでしこ・千明・あおい・メイのキャンプ先として、下記施設が登場（原作第1巻第6話 - 第2巻第8話、原作第15巻第83話 - 第86話、テレビアニメ版第1期第4話 - 第5話、テレビドラマ版第1期第4話 - 第5話）
- 山梨市駅周辺（原作第1巻第6話、テレビアニメ版第1期第4話）: なでしこ、千明、あおいが、キャンプに出発する際に待ち合わせ場所として立ち寄る。判読可能な駅名標が描写されている。なお漫画・アニメに登場した駅舎は2017年秋から橋上化工事に伴う解体工事が行われ[290]、2021年2月12日からは新駅舎の完成により南口の供用が開始された[291]。
- 山梨県笛吹川フルーツ公園[290]をモチーフにした「笛吹公園」として、スイーツを食べるシーンや、甲府盆地の夜景をみるシーンとして登場。（原作第1巻第6話 - 第2巻第8話、原作第15巻第83話 - 第86話、テレビアニメ版第1期第4話 - 第5話、テレビドラマ版第1期第4話 - 第5話）
- ほったらかし温泉（原作第7話、テレビアニメ版第1期第5話）[290][292]をモチーフにした「ほっとけや温泉」に入り、パインウッドキャンプ場[292]「イーストウッドキャンプ場」でテント泊をする。
  - 原作第6巻第29話では、後になって「ほっとけや温泉」の近くに新しいキャンプ場ができたり、以前は無料であった「イーストウッドキャンプ場」の薪が有料となったという言及がある。
- 原作第83話では千明・あおい・メイ・鳥羽のキャンプ先に笛吹小屋キャンプ場をモチーフとした笛吹雁坂キャンプ場が登場。原作第83話ではロードバイクでキャンプ場に向かうあおいとメイより先に千明と鳥羽が車でキャンプ場に着き、数時間後にロードバイクで向かっていたあおいとメイと合流した。

#### 甲州市
- （原作第13巻第72話、アニメ第3期第10話 - 第11話） - なでしこと桜は車のドライブで「勝沼鉄道遺産記念公園（甚六桜公園）」をモチーフとする公園で桜の花見とレトロの電車を見るために訪れ、偶然花見ツーリング中のリンと遭遇する。原作第14巻第76話では、リン・なでしこ・桜が「慈雲寺」をモチーフとするお寺を訪れ、「つぐら舎」をモチーフとした喫茶店で休憩を取る。その後3人は「大日影トンネル大型バス待機所」をモチーフとする場所へ移動し、春頃の笈形焼きと毎年10月の鳥居焼きの夜景を見るシーンが登場。

#### 甲斐市
- （原作第13巻第72話、アニメ第3期第10話） - リンは「矢木羽湖公園」[注 61]をモチーフとする公園が登場し、桜の花見のために訪れる。なでしこと桜は車のドライブで赤坂台総合公園 （ドラゴンパーク）をモチーフとした公園でお昼休憩と桜の花見のために訪れる。

#### 笛吹市
- （原作第14巻第77話、アニメ第3期第12話） - リンは帰りの最中に「花鳥山展望台」をモチーフとする場所に立ち寄り、その場所からライブカメラを千明に送った。

#### 早川町
- 赤沢宿（原作第7巻第36話 - 第38話、テレビアニメ版第2期第7話 - 第8話、テレビドラマ版第2期第9話 - 第11話） - リンと桜が訪れた場所。リンが1人で最初に訪れた赤沢宿の古民家カフェ「清水屋」をモチーフとした喫茶店で休憩を取る。
- 奈良田湖　リンと桜は「古民家カフェ鍵屋」をモチーフとした「古民家カフェかさや」[293]の前で出会い、共に休憩を取る。その後リンと桜は別行動となり、桜は「奈良田の里温泉」をモチーフとした温泉に入浴し、帰りにジビエ直売所[294]に寄り、熊の手は中国料理の高級食材だと思いつきレシピを検索するが調理が面倒そうだったので、鹿肉を購入する。リンは奈良田湖から北上し、夜叉神峠へ繋がっている一般車通行止めのトンネルを訪れた後、雨畑の吊橋を中間まで達したところで引き返し、雨畑湖近くにある「ヴィラ雨畑」[295]をモチーフとした「VILLAGE雨畑」の温泉に入浴する。作中に登場する井川雨畑林道線の山梨県の雨畑と静岡県の井川に通じる道は2021年現在通行止めになっている[296]。なお、作中で恵那が「カド街（テレビドラマ版では「アド街」）で早川町が特集されていた」と言っているが、原作が雑誌に掲載される前の2016年12月16日に放送された、ドラマ版制作局のテレビ東京の『出没!アド街ック天国』で早川町が特集されている[297]。

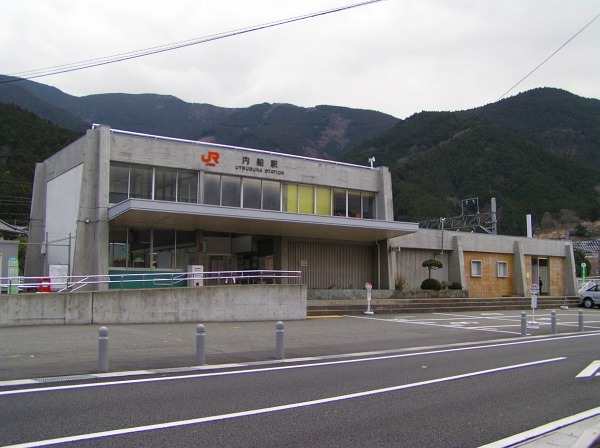
なでしこが通学のために利用している内船駅。

#### 南部町
- 内船駅周辺（アニメ第1期第1話、アニメ第2期第1話・第9話） - なでしこが通学のために利用している他、恵那が駅近くのコンビニエンスストアでアルバイトをしている。アニメ第2期第1話でリンが原付バイクで静岡県掛川市へ向かう道中、同コンビニエンスストア前で赤信号で止まった際になでしこと偶然会い、カレーめんを貰うアニメオリジナルが描かれた。
- 内船（ないせん）寺、うつぶな公園（原作第13巻第70話 - 71話、テレビアニメ版第3期第9話） - なでしこが自宅から見える桜が咲いている山が気になり、翌日姉・桜と花見ドライブで訪れる。
- 井出駅周辺（原作第13巻第74話 - 75話・原作第14巻第77話、アニメ第3期第10話 - 第12話） - 千明のソロとしてのキャンプ先及び千明を含むリン・なでしこ・あおい・恵那・あかり・鳥羽の花見スポットとして「南部井出キャンプ場」をモチーフとするキャンプ場が登場[注 62]。千明がソロキャン中、キャンプ場の向かいにある「南部井出温泉」をモチーフとする「佐野川温泉」に入浴したところ、風呂であおいと出くわす[注 63]。千明は花見スポットの場所を確保するため一晩泊まり、他の参加メンバーが来るまで同キャンプ場で過ごすことになった。原作第77話では参加メンバーが同キャンプ場で一晩過ごす描写が無かったが、アニメ3期第12話では夜のやりとりがアニメオリジナルとして描かれた。原作で登場するキャンプ場の場所は公園となっており、公園内でのキャンプ行為は禁止されている。また、公園の南側にオートキャンプ場が実在する。

#### 市川三郷町
- 四尾連湖（原作第2巻第10話 - 第12話、テレビアニメ版第1期第6話 - 第7話、テレビドラマ版第1期第6話 - 第7話） - リン、なでしこのキャンプ先として登場、妹とキャンプしていた鳥羽と出会う。名称は曖昧にされているものの、水明荘[290]をモチーフとしたキャンプ施設が登場する。テレビアニメ版では「木明荘」という架空の施設名に変更されている。

#### 南アルプス市
- 夜叉神峠（原作第3巻第15話、テレビアニメ版第1期第9話、テレビドラマ版第1期第8話） - リンが休憩のために立ち寄る。南アルプス街道の先が通年マイカー規制されていることを知らずに通り抜けようとして、通行止めに遭遇する。

#### 富士川町
- 高下地区（原作第5巻第26話、原作第13巻第70話 - 71話、テレビアニメ版第2期第2話、テレビアニメ版第3期第9話 - 第10話、第13.5巻SPECIAL EPISODE、原作第16巻SPECIAL EPISODE、映画版） - 千明、あおい、あかり、鳥羽がダイヤモンド富士を見ようと試みる。
- 原作第70話と71話でリンが「大柳川渓流キャンプ場」をモチーフとしたキャンプ場が登場し、向かいの「山の湯 民宿」をモチーフとする温泉で入浴する。
- 原作第13.5巻及び原作16巻スペシャルエピソードでは、リン・なでしこがキャンプ先として「県民の森グリーンロッジキャンプ場」をモチーフとしたキャンプ場が登場。なでしこは自転車で南伊那ヶ湖のキャンプ場に向かうはずが、間違えて上記の4名が訪れたダイヤモンド富士の観光スポットへと向かうことになった[注 64]。
- 劇場版では、高下地区にあった閉鎖された施設の再開発が話の中心となる。

#### 富士吉田市
- 富士山駅（原作第6巻収録第31話、テレビアニメ版第2期第5話、テレビドラマ版第2期第5話） - 千明、あおい、恵那が富士山駅に着いてからその駅の周辺や山中湖方面のバスに乗り換える描写で登場する。
- 道の駅富士吉田 - 3人が山中湖に向かう途中にアウトドア用品店の「モンベル富士吉田店」をモチーフとする「カリブー富士吉田店」が登場し、キャンプ道具を購入のために立ち寄る。テレビドラマ版ではそのまま「モンベル富士吉田店」で、店頭に入ってすぐに3人が抱きつく「カリブーくん」はモンベルのモンタベアが使用された。

#### 山中湖村
- 山中湖周辺（原作第6巻第32話 - 第34話、テレビアニメ版第2期第5話 - 第6話、テレビドラマ版第2期第5話 - 第7話） - 千明、あおい、恵那のキャンプ先として「みさきキャンプ場」をモチーフとした「大間々岬キャンプ場」が登場。キャンプ場へ向かう前に「山中湖紅富士の湯」をモチーフとした「赤富士の湯」に入浴し、「スーパーオギノ山中湖店」と「セリア」をモチーフとするお店に食材と調理器具を購入のために立ち寄る。厳冬の中、標高差による気温への影響を考えずにキャンプ場を選んだことで、鳥羽を巻き込んで騒動になりかける。

#### 韮崎市
- 韮崎駅周辺（原作第12巻第65話、アニメ第3期第7話）千明、あおい、恵那がみずがき湖方面のバスに乗って行く際に登場し、その出来事が千明からの回想として語られる。

#### 北杜市
- 瑞牆山（原作第12巻第65話 - 第69話、原作第10巻SPECIAL EPISODE、へやキャン△BD/DVD映像特典「ゆるキャン△SPECIAL EPISODE」原作第12巻第65話、アニメ第3期第7話 - 第8話）

千明、あおい、恵那、鳥羽がキャンプ先として「みずがき山自然公園キャンプ場」をモチーフとしたキャンプ場が登場。鳥羽以外の3人は明野町にある農産物直売所で食材を購入し、直売所2階のレストランでカレーを食べた他に、みずがき湖近辺の焼き鳥屋で焼き鳥を食べる。焼き鳥屋でのんびりくつろいだことから予定していたバスに乗り遅れ、移動時間とキャンプ場の受付時間を考慮しながら「増富の湯」をモチーフした温泉まで歩いていき、その温泉で短時間の入浴をする。その後、キャンプ場で鳥羽と合流し、料理をした一連の出来事が千明からの回想としてなでしこに語られる。
- 原作第10巻およびOVAのスペシャルエピソードでリンが入笠山へ向かう途中に立ち寄る描写として登場する[182]。

### 山梨県（へやキャン△）
へやキャン△のみに登場したモデル地。ゆるキャン△にも登場したものについては割愛する。括弧内はテレビアニメ「へやキャン△」の話数。
- 山梨県立富士山世界遺産センター（第2話）[298]
- 河口湖大橋（第3話）[299]
- 富士山パノラマロープウェイ（第5話）[300]
- 下部温泉郷（第8話）[301]
- 道の駅なんぶ（第9話）[302]
- 鳴沢氷穴（第10話）[303]
- みたまの湯[注 65]（第11話）[304]

### 長野県

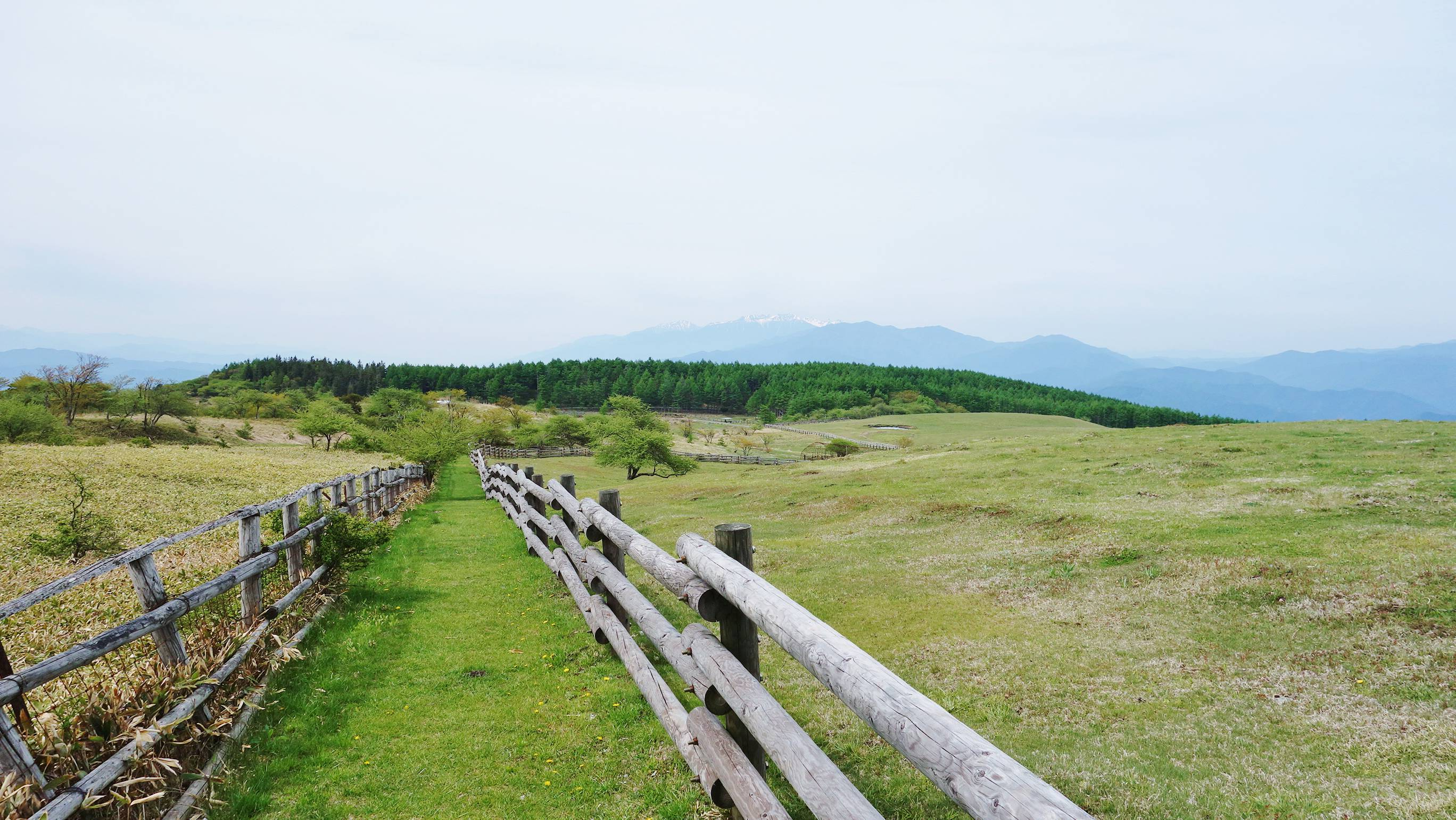
高ボッチ高原。リンがなでしこのために写真を撮影している。

- 霧ヶ峰（原作第1巻第6話、テレビアニメ版第1期第4話、テレビドラマ版第1期第4話） - リンが高ボッチ高原に向かう途中でお昼休憩のために立ち寄る。リンはその場所からライブカメラをなでしこに送った。
- 高ボッチ高原（原作第2巻第7話 - 第8話、テレビアニメ版第1期第5話、テレビドラマ版第1期第5話） - リンが食事のために立ち寄る[注 66]。その後キャンプ場へ移動するが、なでしこに写真を送るため深夜に再び訪れる。
- 杖突峠（原作第3巻第16話、テレビアニメ版第1期第9話、テレビドラマ版第1期第9話） - リンが休憩のために立ち寄る。
- 光前寺（原作第3巻第16話、テレビアニメ版第1期第9話、テレビドラマ版第1期第9話） - 犬（霊犬早太郎）が祭られている寺という話に興味を抱いたリンが参拝のために立ち寄る。
- 駒ヶ根市（原作第3巻第17話、テレビアニメ版第1期第9話、テレビドラマ版第1期第9話） - リンが「こまくさの湯」をモチーフとした「こまがねの湯」の入浴と食事のために立ち寄るが寝過ごし、夢の中に現れた霊犬早太郎に、ミニソースカツ丼に付属していたサラダを食べられる。
- 陣馬形山（原作第3巻第18話、テレビアニメ版第1期第10話、テレビドラマ版第1期第10話） - リンのキャンプ先として登場。
- 入笠山（原作第10巻SPECIAL EPISODE、へやキャン△BD/DVD映像特典「ゆるキャン△SPECIAL EPISODE」） - リンのキャンプ先として登場[182]。
- 軽井沢駅（原作第16巻第90話） - なでしこ・恵那・絵真が碓氷湖方面のタクシーを乗って行く際に登場する。

### 静岡県

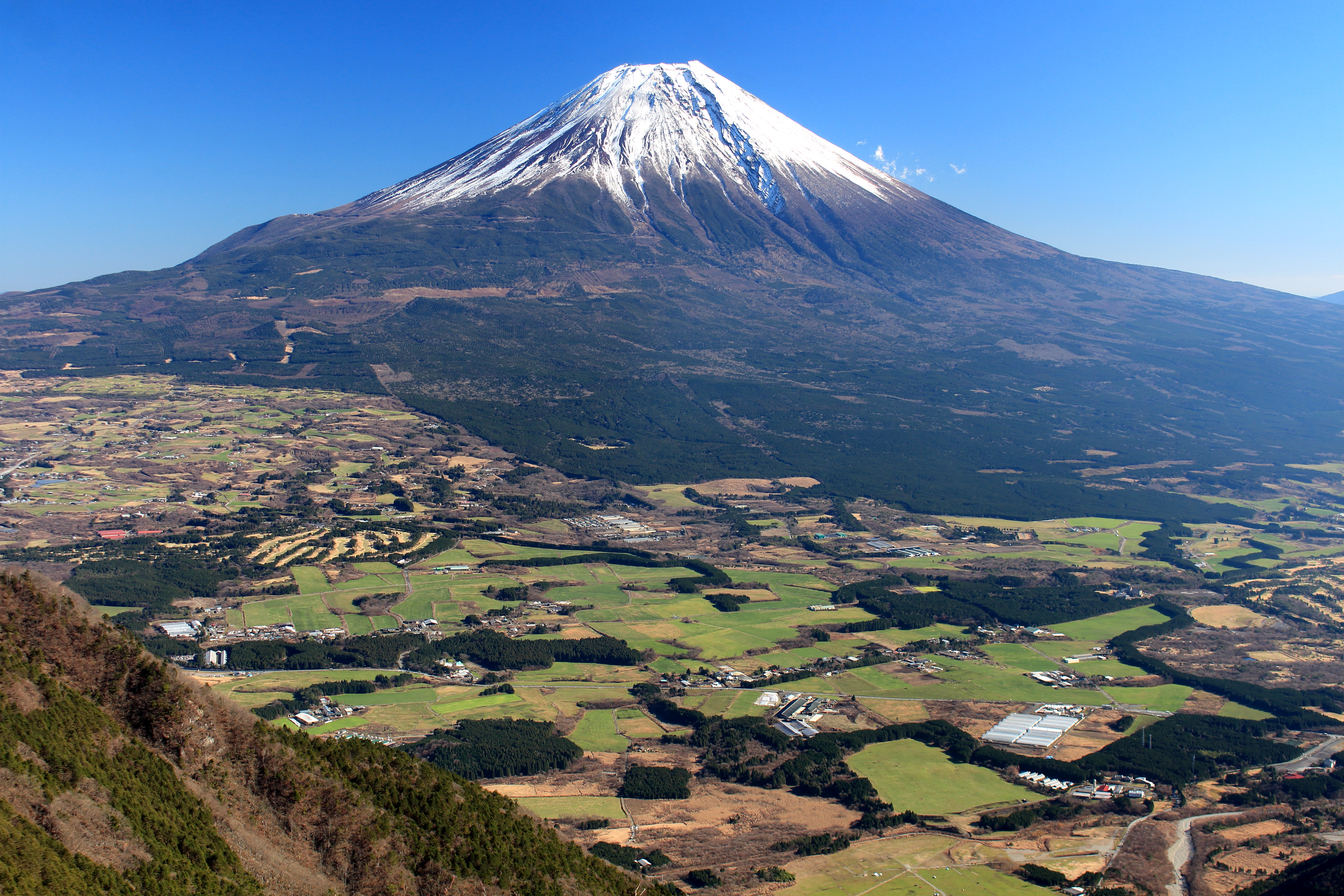
毛無山から望む朝霧高原と富士山

#### 富士宮市
- 朝霧高原 - 富士山の見えるキャンプ場として多数登場する。
  - リン、なでしこの最初のキャンプ先として、ふもとっぱら[306][271]をモチーフにした「麓キャンプ場」が登場。（原作第1巻第3話 - 第4話、テレビアニメ版第1期第2話 - 第3話、テレビドラマ版第1期第2話 - 第3話）
  - リン、なでしこ、恵那、千明、あおい、鳥羽が、クリスマスに富士山麓で合同のキャンプを行う（通称クリキャン）。原作では富士宮市という地名のみしか語られないが[307]、テレビアニメ版第1期第10話では「朝霧高原」などの地名にも言及、テレビドラマ版第1期では朝霧高原にある牧場「ハートランド・朝霧」がオープニング映像のロケ地として用いられ[308]、原作・テレビアニメ版でもモチーフとなった「富士山YMCAグローバル・エコ・ヴィレッジ」「まかいの牧場」（原作・アニメでは「じゅかいの牧場」として登場）が実名で登場している[309][310]。（原作第4巻第20話 - 第23話、原作第7巻第36話 - 第37話、テレビアニメ版第1期第11話 - 第12話・第2期第7話、第2期第9話、テレビドラマ版第1期第11話 - 第12話・第2期第9話 - 第10話）
  - 原作第8巻第42話では、リンが伊豆半島へと向かう途中にリンの祖父と共に原付きのツーリングを果たし、朝霧高原のコンビニの前で休憩をとるまでのルートで登場する。

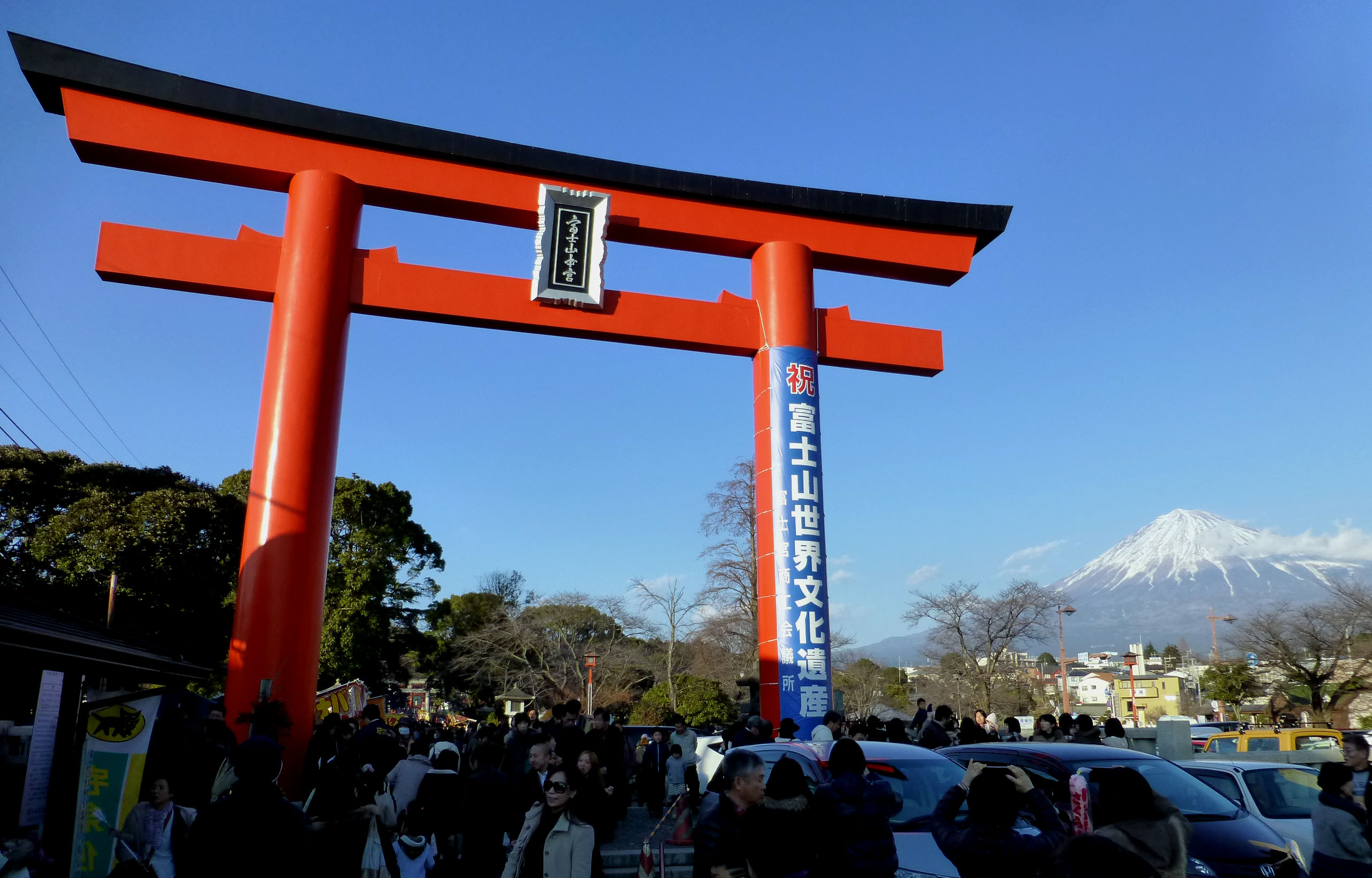
なでしこが自撮する浅間大社第二大鳥居と富士山

- 富士宮市街地（原作第7巻第36話・第37話、テレビアニメ版第2期第7話、テレビドラマ第2期第9話） - なでしこが初ソロキャンプの途中で西富士宮駅で下車し、世界遺産富士山本宮浅間大社観光と、ご当地グルメを食べるために「お好み食堂 伊東」をモデルとする[311]「お好み食堂 佐東」に立ち寄って、名物「しぐれ焼き」を食べている[注 67]。

#### 掛川市
- 原作第5巻第25話、テレビアニメ版第2期第2話、テレビドラマ版スペシャル - リンが母に頼まれた茶葉を購入するために立ち寄り、抹茶カフェで休憩する。「日本茶きみくら本店」をモチーフにした日本茶専門店「たかくら」が登場する[312]。

#### 磐田市
- 原作第5巻第25話 - 第26話、テレビアニメ版第2期第2話、テレビドラマ版スペシャル - 「竜洋海洋公園オートキャンプ場」をモチーフしたキャンプ場がリンのキャンプ先として登場。
- 見付天神（原作第5巻第25話、テレビアニメ版第2期第2話、テレビドラマ版スペシャル） - 駒ヶ根市光前寺で縁のあった霊犬早太郎（悉平太郎）の伝説を追って、リンが参拝のために立ち寄る。同社では劇中でリンの折りたたみ式の小型焚き火台を賽銭箱に見立てるシーンがあることからか、一人用のバーベキューコンロを料金入れとして設置[313]。
- 福田海岸[注 42]（原作第5巻第26話、テレビアニメ版第2期第2話、テレビドラマ版スペシャル） - リンが初日の出を見るために立ち寄る。

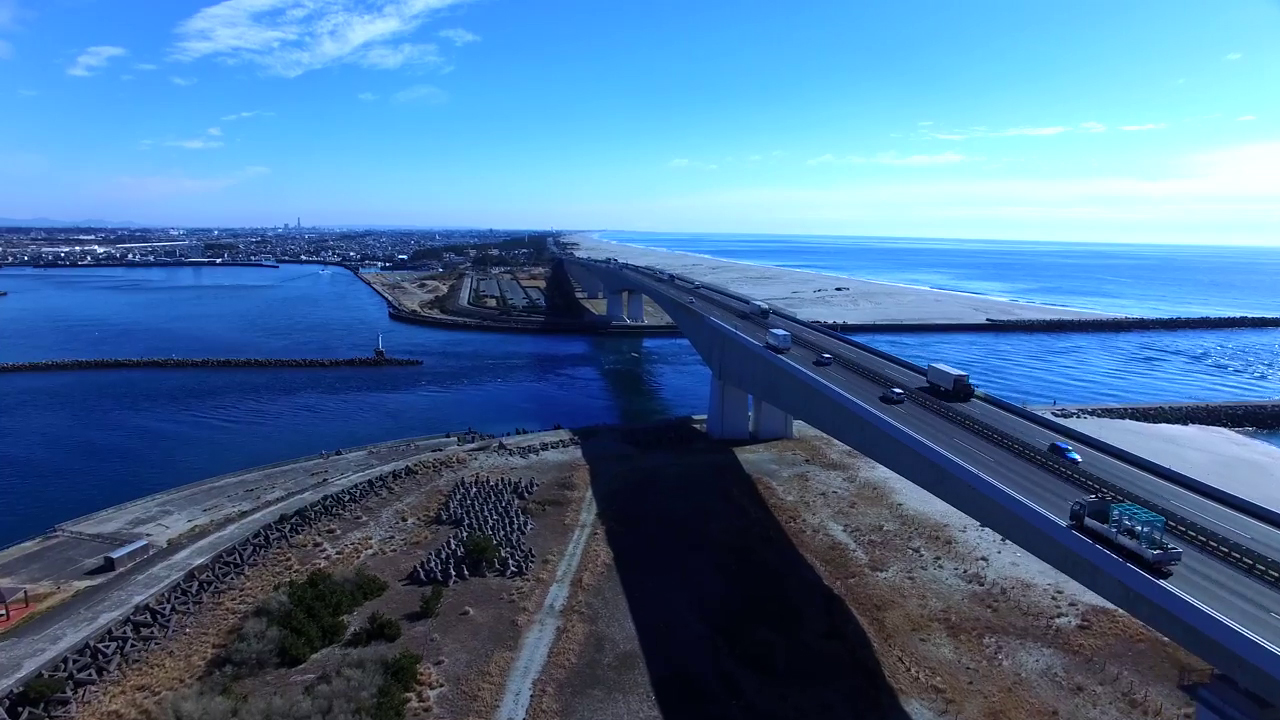
原作第27話に登場する浜名湖に架かる浜名大橋。なでしこの故郷であり、リンがこの付近のキャンプ地で宿泊する。

#### 浜松市
なでしこが山梨県に引っ越す前に住んでいた場所。
- 浜名大橋（原作第5巻第27話、テレビアニメ版第2期第3話、テレビドラマ版第2期第1話） - リンが気象状況により山梨に帰れなくなった際、「渚園キャンプ場」をモチーフしたキャンプ場を確保した後に立ち寄る。浜松市舞阪表浜駐車場に駐車し、浜名湖河口（今切口）付近の海岸で半日を過ごす。
- 弁天島（原作第5巻第27話、テレビアニメ版第2期第3話、テレビドラマ版第2期第1話） - リンが近隣のホテルの温泉に入浴し[注 68]、赤鳥居で初日の入りを眺める。原作第28話でも展望台から景色を眺める場面にて地名への言及がある。テレビドラマ版第2期のメインビジュアル・オープニング映像は同島の「いかり瀬」で撮影されている[315][316]。
- 舘山寺温泉（原作第5巻第27話、テレビアニメ版第2期第3話、テレビドラマ版第2期第1話） - リンが手土産のいちご大福を購入するために立ち寄る。
- 浜名湖周辺（原作第5巻第27話 - 第28話、テレビアニメ版第2期第3話・第12話、テレビドラマ版第2期第1話 - 第2話） - 原作第12話でなでしこの故郷として言及される。原作第27話でリンが河口付近から東岸側周辺にかけての一帯に立ち寄り、原作第28話ではリン、なでしこ、綾乃が展望台から夜景を眺めるほか、なでしこが中学時代に自転車で毎日一周してダイエットを達成したという回想に言及する。「奥浜名湖展望公園」をモチーフした公園が登場し、実在する展望台は老朽化により立ち入りを禁止していたが[317]、2021年4月現在は撤去され跡地となった[注 69]。
- 浜名湖佐久米駅周辺（原作第5巻第27話 - 第28話、テレビアニメ版第2期第3話、テレビドラマ版第2期第1話 - 第2話） - 徒歩20分の距離になでしこの祖母の家があるという設定[318]。原作第27話でリンとなでしこが駅前で待ち合わせをし、ホームに集まってくるユリカモメの大群と戯れる。原作第28話では駅周辺のうなぎ料理店で鰻重を食べる。

#### 富士市
なでしこが初めてのソロキャンプ先として、富士川駅で下車し、駅から5.5キロの地点に存在する野田山健康緑地公園（金丸山）キャンプ場をモチーフにした「富士川健康緑地公園」が登場する。（原作第7巻第37話 - 第39話、テレビアニメ版第2期第7話 - 第8話、テレビドラマ版第2期第10話 - 11話）

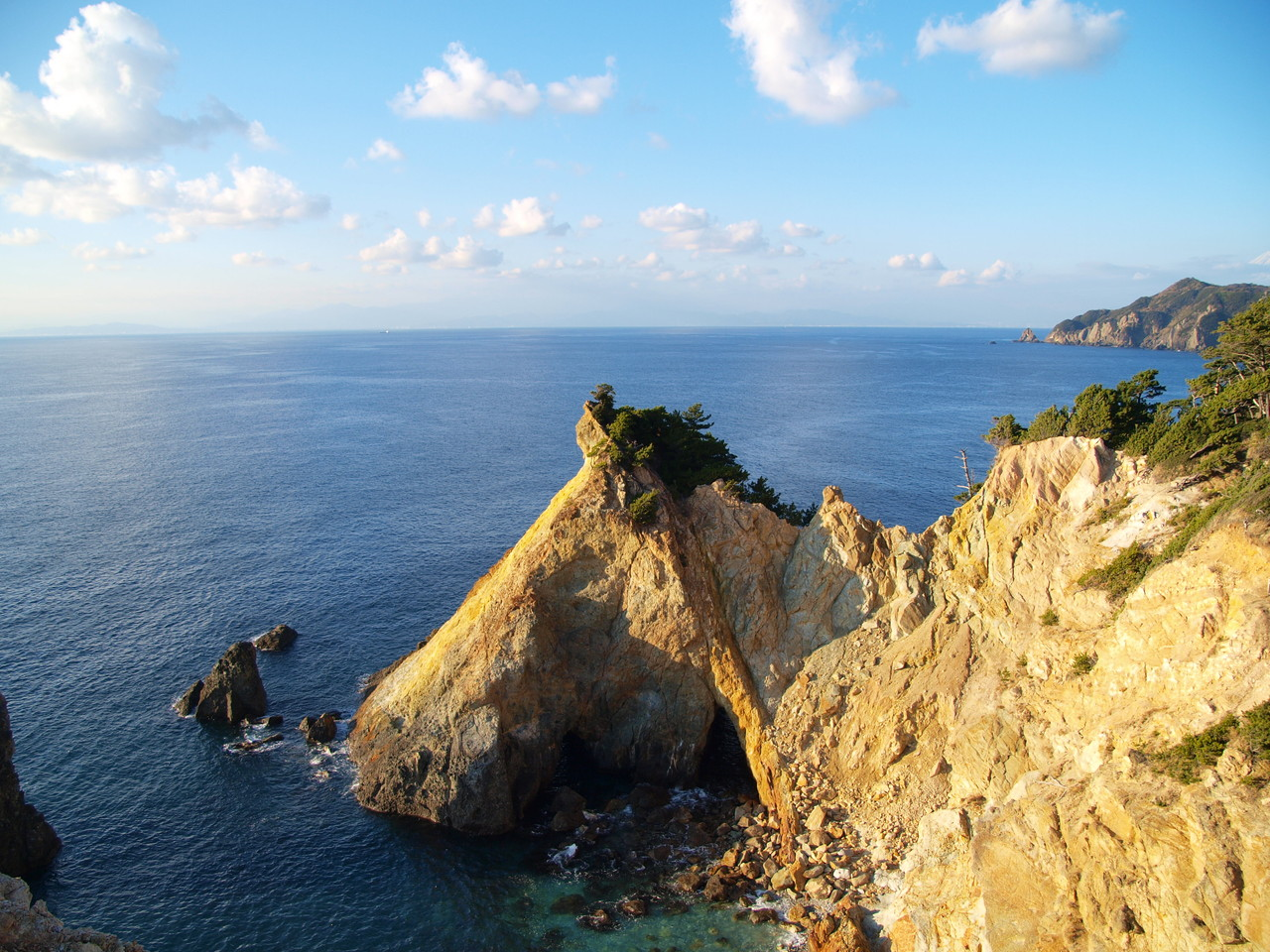
原作第48話に登場する西伊豆町の黄金崎。伊豆編は原作全11話をかけて伊豆半島を周回している。

#### 伊豆半島
- 原作第8巻第42話 - 原作第9巻第52話、テレビアニメ版第2期第10話 - 13話 - リン・なでしこ・恵那・千明・あおい・鳥羽・あかりが2泊3日のキャンプ旅で鳥羽以外の彼女たちが初めて訪れる。「伊豆シャボテン動物公園」をモチーフにした「伊東サボテンパーク」を加えた伊豆半島ジオパークのジオスポット巡りを目的としている。原作第44話の1日目では、リンは城山、竜宮窟、大瀬崎ビャクシン樹林、犬走島などを巡りながら、他一行は河津七滝ループ橋を走り、途中河津桜まつりで渋滞に巻き込まれながらもまどが浜海遊公園で一同合流し、道の駅開国下田みなとのカフェへ金目鯛バーガーを食べに行く。マックスバリュ東海伊豆下田店を模した「MAXPOWER」で食材を調達。鳥羽が以前家族で訪れた爪木崎近辺の浜辺は地主の意向でキャンプが禁止になっていたため、原作第45話の飯田親子からの紹介で西伊豆町黄金崎の「キャンプ黄金崎」をモチーフとするキャンプ場に向かう。途中東伊豆町細野高原のススキ原を越え、三筋山をへて堂ヶ島温泉へ。2日目の原作第48話で早く起きたリンは1人で富士見の丘や馬ロック、伊豆の伊三郎像を巡って沢田公園露天風呂に入る。その後目を覚ました皆で堂ヶ島食堂を模した西伊豆食堂[319]で食事をしたあと、堂ヶ島天窓洞へ。第49話と第50話にトンボロ、西伊豆スカイライン、「だるま山高原キャンプ場」をモチーフとする「だるまの森キャンプ場」が登場する他、原作第51話の3日目は朝日を見に行った達磨山や「広井酒店」（静岡県伊東市）をモチーフとする[320]、飯田親子が営む「飯田酒店」、サボテンパーク、大室山 (静岡県)が登場する。

#### 川根本町
この項目では金谷駅がある「島田市」および井川地区がある「静岡市葵区」も含む。
- 千頭駅周辺（原作第10巻第56話 - 第57話、テレビアニメ版第3期第3話） - リンが綾乃と合流のために訪れ、休憩をとった。また、なでしこは一人で金谷駅から電車で千頭駅へ向かい、井川駅まで乗り換えの電車が来るまでの間にご当地の食べ物を食べるために寄り道していく。
- 大井川流域（原作第10巻第57話 - 原作第11巻第63話、テレビアニメ版第3期第3話 - 第6話）リンと綾乃が原付で時間潰しのために畑薙湖まで行く際に全ての吊り橋を渡りきる。なでしこはアプトいちしろ駅に降りてその二人より先にキャンプ場に着き、数時間後に合流する。

### 愛知県

#### 東栄町
- 東栄駅（アニメ第3期第1話）- 小学4年生の頃のリンが祖父の新城肇に会うために下車する。

#### 豊田市
- 矢作ダム（アニメ第3期第1話）- 社会の教科書でダムに興味を持ったリンのリクエストで肇が連れて行く。(岐阜県恵那市とまたがっている）
- 道の駅どんぐりの里いなぶ（アニメ第3期第1話）-リンがカステラを購入する。なお、建物が2022年のリニューアル後のものとなっており、描写に矛盾が生じている。

#### 設楽町
- 井山展望台（アニメ第3期第1話）- リンと肇がホットミルクとカステラを食べるために訪れる。なお、2024年4月5日地点では立入禁止となっている。

#### 田原市
- 伊良湖（アニメ第3期第2話）- 綾乃がキャンプ用品店で購入したポケットストーブでココアを温めるために訪れる。

#### 名古屋市
- 劇場版でのリンの勤務先がある。

### 埼玉県

#### 秩父市
原作第15巻第83話 - 第84話 - リンのキャンプ先「将門の滝 オートキャンプ場」をモチーフとするキャンプ場が登場する。
- 滝沢ダム - リンがダムの周辺を散歩する。
- 三峯神社 - リンが参拝するために訪れ、「三峯山大島屋」をモチーフとする売店でお土産の購入と飲食をするために立ち寄る。

### 群馬県

#### 安中市
原作第16巻第90話 - 第91話
- 旧熊ノ平駅 - 熊ノ平駐車場で恵那がタクシーの中で眠っている最中に、なでしこと絵真は短時間の間だけ跡地を散歩する。
- 碓氷湖周辺 - なでしこ・恵那・絵真が観光スポットのめがね橋に立ち寄って写真を撮影し、タクシーの行き先の「Coffee House Mini Mini」をモチーフとする喫茶店に立ち寄って休憩する。
- 横川駅周辺 - 原作第13巻第72話（アニメ第3期第10話）で桜のスマートフォンの画像から「碓氷峠鉄道文化むら」をモチーフする「横川鉄道博物館」が登場する。原作第16巻第91話でなでしこ・恵那・絵真は高崎方面の電車が来るまでの間に、その博物館を見学するために立ち寄る。しかし、なでしこはキャンプ行く前日までの開催日にオートキャンプが記載されたのを目にした。

## 評価
フリーライター兼編集者の青木圭介は本作品の魅力について「『ゆるキャン△』は女子高生が主人公である青春漫画でありながら、キャンプについて学ぶことができる漫画でもある。主人公を初心者として描くことにより、彼女（なでしこ）の成長に応じたキャンプの知識を自然と作品内に折り込めるのである」と述べている。
「マンガ大賞2018」の公式サイトには「レジャー系漫画も手を変え品を変えて発表されるが、ガチアウトドアの一歩手前で悩んでる人達の背中を押すが如くの「ゆるいキャンプ」が題材ながら、作中では延々と冬キャンプの良さを描くなど、萌えのコーティングの中に潜むこだわりを見せてくれる作品」とコメントされている。
英語翻訳版の最初の3巻は、アメリカ図書館協会の「2019 Great Graphic Novels for Teens」のリストに含まれていた。また、英語翻訳版は2019年にアイズナー賞「Best U.S. Edition of International Material-Asia award」にノミネートされた。

## 書誌情報

### 漫画
各巻の表紙カバー下では、犬山あおいを主人公にした4コマ漫画『イヌイヌイヌ子さん』が連載されている。番外編の『へやキャン△』は第3巻以降の単行本に収録されている。
- あfろ 『ゆるキャン△』 芳文社〈まんがタイムKRコミックス〉、既刊17巻（2025年3月12日現在）[325]
  1. 2015年11月12日発売、ISBN 978-4-8322-4635-5
  2. 2016年7月12日発売、ISBN 978-4-8322-4719-2
  3. 2017年2月10日発売、ISBN 978-4-8322-4804-5
  4. 2017年7月12日発売、ISBN 978-4-8322-4851-9
  5. 2017年12月12日発売、ISBN 978-4-8322-4900-4
  6. 2018年3月12日発売、ISBN 978-4-8322-4927-1
  7. 2018年10月11日発売、ISBN 978-4-8322-4983-7
  8. 2019年4月26日発売、ISBN 978-4-8322-7092-3
  9. 2020年1月10日発売、ISBN 978-4-8322-7149-4
  10. 2020年3月12日発売、ISBN 978-4-8322-7174-6
  11. 2021年1月7日発売、ISBN 978-4-8322-7240-8
  12. 2021年4月12日発売、ISBN 978-4-8322-7269-9
  13. 2022年3月10日発売、ISBN 978-4-8322-7352-8
  14. 2022年11月10日発売、ISBN 978-4-8322-7415-0
  15. 2023年11月10日発売、ISBN 978-4-8322-9501-8
  16. 2024年3月12日発売、ISBN 978-4-8322-9529-2
  17. 2025年3月12日発売、ISBN 978-4-8322-9621-3

### 関連書籍
- 『TVアニメゆるキャン△ 公式ガイドブック 野外活動記録』 芳文社〈まんがタイムKRコミックス フォワードシリーズ〉、2018年8月9日発売[325]、ISBN 978-4-8322-4971-4
- 『るるぶ ゆるキャン△』 JTBパブリッシング〈JTBのMOOK〉、2020年2月4日発売[326]、ISBN 978-4-533-13806-5
詳細は#関連商品を参照。
- 『ゆるキャン△アンソロジーコミック』 芳文社〈まんがタイムKRコミックス フォワードシリーズ〉
  1. 2020年2月12日発売[325]、ISBN 978-4-8322-7164-7
  2. 2022年7月1日発売[325][327]、ISBN 978-4-8322-7377-1
- 『ゆるキャン△ 聖地巡礼ドライブ&ツーリングガイド』 八重洲出版〈ヤエスメディアムック〉、2020年3月30日発売[328]、ISBN 978-4-86144-519-4
- 『ゆるキャン△キャンプ道具』 宝島社〈TJ MOOK〉、2020年9月24日発売[329]、ISBN 978-4-86144-519-4
詳細は#関連商品を参照。
- 『ゆるキャン△大解剖』 三栄〈サンエイムック〉、2021年1月7日発売[330][331]、ISBN 978-4-7796-4318-7
- 『ゆるキャン△ キャンプしよう！ ステンレスなべBOOK』 宝島社〈TJ MOOK〉
  - 「リンver.」2021年5月31日発売[332]、ISBN 978-4-299-01563-1
  - 「なでしこver.」2021年5月31日発売[333]、ISBN 978-4-299-01655-3

詳細は#関連商品を参照。
- 『TVアニメゆるキャン△2 公式ガイドブック 野外活動記録』 芳文社〈まんがタイムKRコミックス フォワードシリーズ〉、2021年7月27日発売[325]、ISBN 978-4-8322-7295-8
- 『アウトドア音楽のすすめ with ゆるキャン△』 ヤマハミュージックエンタテインメントホールディングスミュージックメディア部、2021年7月28日発売[334]、ISBN 978-4-636-97804-9
詳細は#関連商品を参照。
- 『るるぶ ゆるキャン△ SEASON2』 JTBパブリッシング〈JTBのMOOK〉、2021年7月29日発売[335]、ISBN 978-4-533-14594-0
詳細は#関連商品を参照。
- 『るるぶ ゆるキャン△ キャンプBOOK』 JTBパブリッシング〈JTBのMOOK〉、2022年3月9日発売[336]、ISBN 978-4-533-14878-1
詳細は#関連商品を参照。
- 『ゆるキャン△アニメコミック』 芳文社〈まんがタイムKRコミックス フォワードシリーズ〉
テレビアニメ版の映像を用いたフィルムコミック。
  1. 2022年5月12日発売[337]、ISBN 978-4-8322-7367-2
  2. 2022年6月10日発売[338]、ISBN 978-4-8322-7372-6
  3. 2022年7月1日発売[325]、ISBN 978-4-8322-7376-4

## アニメ
2018年1月4日から3月22日まで、第1期がAT-Xほかにて放送された。
テレビアニメ第1期の続編として2021年1月7日から4月1日まで、第2期が『ゆるキャン△ SEASON2』のタイトルでAT-Xほかにて放送された。
劇場アニメが『映画 ゆるキャン△』のタイトルで2022年7月1日に松竹の配給により公開されている。
テレビアニメ第2期の続編として第3期『ゆるキャン△ SEASON3』が、2024年4月より6月までAT-Xほかにて放送された。
テレビアニメ第4期『ゆるキャン△ SEASON4』は、同年11月9日に制作が発表された。

## テレビドラマ
2020年1月10日から3月27日まで、第1期がテレビ東京『木ドラ25』枠で放送された。
テレビドラマ第1期の続編として2021年4月2日から6月18日まで、第2期が『ゆるキャン△2』のタイトルで『木ドラ24』枠で放送された。

## ゲーム・アプリケーション
ゆるキャン△ 〜志摩リンアラーム〜
ゲームゲートによるiOSおよびAndroid用のアラームアプリ。
2018年5月1日発売。録り下ろしボイスが多数収録されていて、デフォルトで用意された70種類のボイス以外に、追加で30種類のボイスを購入可能。
ゆるキャン△ VIRTUAL CAMP
ジェムドロップによる PC / PS4 / Switch / iOS / Android 用VR対応ゲーム。ジャンルはバーチャルキャンプアドベンチャー。
本栖湖編はプレイヤーが「なでしこ」となり「リン」と共にキャンプを体験する。2021年3月4日配信開始。
麓キャンプ場編はプレイヤーが「リン」となり「なでしこ」と共にキャンプを体験する。2021年4月8日配信開始。
ゆるキャン△ Have a nice day!
MAGES.によるPS4 / Switch用アドベンチャーゲーム。2021年11月11日発売。
ゆるキャン△ つなげるみんなのオールインワン!!
enishによるiPhoneおよびAndroid用のゲームアプリ。2023年6月15日配信開始。
リアル脱出ゲーム×ゆるキャン△『なぞときキャンプ場からの脱出』
SCRAPのキット通販型のリアル脱出ゲーム（体験型ゲーム）。オンライン環境が必須。2022年7月20日より先行予約販売され、一般販売が同年年9月15日から開始となり、同年同日からゲームプレイ可能だった。2023年10月31日に販売終了で、ゲームの配信も同年12月31日に配信終了である。

## イベント
制作サイドの野外活動委員会および自治体サイドのやまなし観光推進機構、五条ヶ丘活性化推進協議会などの主催や協力にて以下のイベントが実施されている。

### 音楽祭・聖地イベント
| イベント名                                          | 開催日                | 場所                                               | 出典    |
| --------------------------------------------------- | --------------------- | -------------------------------------------------- | ------- |
| ゆるキャン△公式バスツアー=みんなでキャンプ体験=     | 2018年9月9日          | ふもとっぱら、道の駅朝霧高原、ほったらかし温泉など | [ 354 ] |
| ゆるキャン△本栖高校野クル誕生日会キャンプ・志摩リン | 2018年9月29、30日     | 本栖高校グラウンド                                 | [ 355 ] |
| 秘密結社ブランケット音楽祭                          | 2018年11月3日         | 本栖高校グラウンド                                 | [ 267 ] |
| グビ姉の利き酒会第一回                              | 2019年1月27日         | ベルクラシック甲府                                 | [ 356 ] |
| 『ゆるキャン△ 』交通安全祈願式典                    | 2019年2月23日         | 身延山久遠寺                                       | [ 357 ] |
| ゆるキャン△公式春キャンプツアー                     | 2019年5月11、12日     | 本栖高校グラウンド                                 | [ 358 ] |
| ゆるキャン△音楽会2019                               | 2019年11月24日        | 渋谷公会堂                                         | [ 359 ] |
| 本栖高校自由参観日                                  | 2020年2月1、2、8、9日 | 本栖高校校舎・グラウンド                           | [ 272 ] |
| ゆるキャン△音楽祭2021                               | 2021年10月9日         | YCC県民文化ホール                                  | [ 360 ] |
| ゆるキャン△音楽祭2024                               | 2024年6月8日          | YCC県民文化ホール                                  | [ 361 ] |

### スタンプラリー
| ラリー名                              | 開始日        | 終了日         | 開催エリア                                   | 出典    |
| ------------------------------------- | ------------- | -------------- | -------------------------------------------- | ------- |
| デジタルスタンプラリー                | 2018年4月21日 | 2018年6月3日   | 身延町、南部町、市川三郷町、山梨市           | [ 362 ] |
| ゆるく楽しむスタンプ△ミッション       | 2018年8月31日 | （開催中）     | 身延町、市川三郷町                           | [ 363 ] |
| 中部横断道開通スタンプラリー          | 2019年3月21日 | 2019年10月31日 | 山梨県、長野県、静岡県の全38箇所             | [ 364 ] |
| ゆるキャン△梨っ子町めぐり             | 2020年2月1日  | 2020年3月31日  | 身延町、南部町、早川町、市川三郷町、富士川町 | [ 365 ] |
| 週末も山梨にいます。ゆるキャンペーン△ | 2020年11月7日 | 2021年1月31日  | 山梨県内指定12箇所                           | [ 366 ] |

### 上映会
| 上映会名                                  | 開催日         | 場所                             | 出典    |
| ----------------------------------------- | -------------- | -------------------------------- | ------- |
| 先行上映会                                | 2017年12月10日 | TOHOシネマズ新宿スクリーン7      | [ 367 ] |
| 秘密結社ブランケット入団説明会 2018Autumn | 2018年10月17日 | 全国33館                         | [ 264 ] |
| SEASON2先行上映会                         | 2020年11月29日 | 丸の内ピカデリーを中心に全国36館 | [ 368 ] |

### その他イベント
| イベント名                                             | 開催日        | 場所           | 備考 | 出典    |
| ------------------------------------------------------ | ------------- | -------------- | --- | ------- |
| ドラマ「ゆるキャン△」Blu-ray＆DVD BOX 発売記念イベント | 2020年11月5日 | オンライン開催 | 当初は都内にて観客を入れる形で開催予定だったが、 新型コロナウイルス感染拡大防止のためオンライン開催に変更された。 | [ 369 ] |

## コラボレーション

### 官公庁・地方公共団体

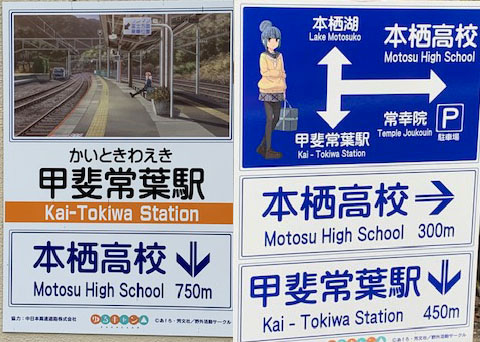
五条ヶ丘活性化推進協議会がNEXCO中日本の協力を得て設置した甲斐常葉駅から本栖高校（旧下部中学校・小学校）までの順路を示した案内標識。

厚生労働省
蚊やダニが媒介する感染症の予防と対策を啓発する、「蚊・ダニにはゆるくない対策を！」と題したポスターや「蚊・ダニ講座」の漫画にゆるキャン△を採用するコラボレーションを実施。
林野庁
国有林のうち特に景観が美しい「日本美しの森 お薦め国有林」にあるキャンプ場の情報を始め、登山や温泉といった周辺の見どころ、森林内でのルール・マナーなどを紹介する、ゆるキャン△のキャラが登場するガイドブックを作成し、イベント会場やアウトドア専門店での頒布を実施。
山梨県
本作品の物語の主要な舞台となっている山梨県の観光関係組織「やまなし観光推進機構」ではウェブサイト上で、劇中に登場した実在の土地と実際の写真を比較する形で、ロケ地の紹介を公式サイトにて行っている。キャラクターの使用許諾も得ており、サイト内には登場人物などのアニメの素材が掲載されている。
2018年に入り、通常はオフシーズンである冬場の県内キャンプ場にファンが来訪する効果が出ているという。テレビアニメ版・テレビドラマ版いずれもロケハンでは、富士の国やまなしフィルム・コミッションも協力した。また同県内企業が製作した関連グッズが、キャンプ場売店などで販売されている。
舞台である身延町や南部町をはじめ市川三郷町、富士川町、早川町の他峡南地区自治体や富士川地域・身延線沿線観光振興協議会、五条ヶ丘活性化推進協議会では2020年2月から3月にかけて地域イベント「ゆるキャン△梨っ子町めぐり」を開催。指定場所で掲示されたQRコードを読み取ることで視聴できる特産品や場所などをテーマにした「オリジナルショートラジオ」の配信やイベント共通記念カード「ゆるキャン△梨っ子通学定期券」の配布が行われている。また、本栖高校のモデルとなった下部中学校の廃校舎内に組まれたドラマ版ロケセットの一般公開が期間限定で行われた。
2022年7月4日～8月31日には静岡県、東海旅客鉄道とともに周遊イベントを開催し、コラボ列車の運行や特別企画乗車券「ゆるキャン△1日周遊きっぷ」の販売を行っている。
静岡県
富士宮市では原作者が実際に市内のキャンプ場で作画作業をしており、市は作品と連動した事業展開を行う。劇中のキャンプの様子を職員が再現した「おじキャン」と名付けた写真をTwitter公式アカウントに投稿している。
アニメ第2期では静岡県が主な舞台になることから、沖縄県宜野湾市にある沖縄コンベンションセンターにて10月29日から11月1日にかけて開催された「ツーリズムEXPOジャパン2020」においてゆるキャン△のブースを設置し、静岡県内のキャンプ地&モデル地マップを配布している。同年11月25日には静岡県がアニメ第2期とのコラボレーションによる観光振興策を発表。先行上映会会場でのブース出展・キャンプ地マップ配布などを行う。2021年2月1日からは富士山静岡空港に営業所を構えるレンタカー会社4社とコラボレーション。空港を発着地としたレンタカー利用キャンペーンの実施にともない、車体にキャラクターをプリントしたラッピングカーの貸し出しを開始。
アニメ第2期における一連の取組が評価され、作品および静岡県に対し、第12回ロケーションジャパン大賞特別賞（支持率部門）が贈られている。

### 交通機関
叡山電鉄
2018年1月20日から、本作品のラッピングを施したデオ720形電車の運行と、コラボきっぷ（1日乗車券および特別入場券のセット）の発売、スタンプラリーを開始した。初日にはイベント「えいでん・ゆるキャン△コラボフェスタ」が八瀬比叡山口駅にて開催され、各種展示に加えて花守ゆみり（各務原なでしこ役）のトークショー、貸切列車運転がおこなわれた。当初は4月29日までの予定だったが、好評のため10月1日まで延長となった。終了に先立つ9月15日には、八瀬比叡山口駅にて「えいでん・ゆるキャン△ ラッピング電車さよならフェスタ」が開催された。
京王グループ
テレビ放送が開始された2018年1月より京王線・井の頭線全駅において「ゆるキャン△のスポットへ行くなら、京王バスが便利！」とタイトルでコラボレーションポスターを掲出していた。
富士急行（富士急ハイランド、系列バス会社も含む）
2018年4月28日から5月27日までの間「ゆるキャン△ in富士急ハイランド」と称し、スペシャルトーク&ライブショーやオリジナルクリアファイル付コラボフリーパスの販売を行った。
また、上記の富士急ハイランドでのイベントに合わせ、同社6000系電車6003編成にて、専用ヘッドマーク掲出とポスタージャックを実施した。また、ハイランドコラボと同時期に富士急バスでも富士五湖周遊バス乗り放題のフリークーポンで当作の周辺マップの配布、「富士山西麓バス周遊きっぷ」購入ではオリジナルポストカードを限定配布していた。
東海旅客鉄道
アニメ化の際に特別協力を行っており、内船駅や313系電車、東海道新幹線N700Aの再現が忠実に行われている。
2020年2月には「本栖高校自由参観日」の開催日に合わせて臨時急行「ゆるキャン△梨っ子号」を運行し、ヘッドマークはゆるキャン△のタイトルロゴになでしこが描かれたものを使用され、車内自動放送はなでしこ役の花守ゆみりが担当し、専用の車内装飾やグッズの配布・販売が行われた。また、運行期間中は特別企画乗車券として「ゆるキャン△梨っ子1日フリーきっぷ」の販売を行った。
NEXCO中日本
中部横断自動車道開通イベントとして、2019年3月21日から同年10月31日までの間スタンプラリーが開催されている。また、五条ヶ丘活性化推進協議会が制作・設置した甲斐常葉駅から本栖高校までの案内標識の協力を行なっている。
山梨交通
受託運行している身延町営バス身延鰍沢線用の路線バス（鰍沢営業所所属・車番829）に前面は「ゆるキャン△」、側面は「へやキャン△」のラッピングバスが2020年2月より運行。2020年2月1日の「ゆるキャン△梨っ子町めぐり」で先行公開されている。
天竜浜名湖鉄道
同社が保有するTH2100形気動車に対しラッピングを施し、2021年2月12日より運行を開始。平日に限り運行情報も掲載されている。運行は同年8月末までの予定だったが、好評のため延長を繰り返し、2024年2月25日に運行を終了した。また、運行期間中は特別企画乗車券として「『ゆるキャン△』×天浜線 1日フリーきっぷ」&グッズおよび「『ゆるキャン△』×天浜線　記念入場券セット」の販売も実施していた。
2024年6月30日よりテレビアニメ3期のラッピングが施された列車が運用開始。

### 企業など

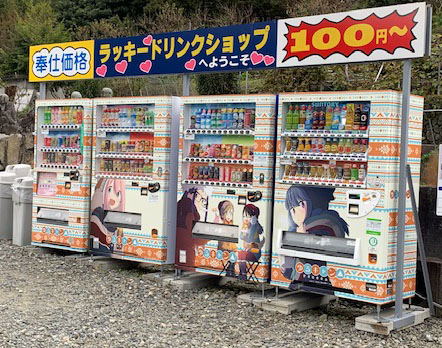
「ハッピードリンクショップ」とゆるキャン△がコラボレーションを行ない、設置された「ラッキードリンクショップ」（本栖高校近隣の常幸院駐車場に設置）。

プリンセスカフェ
アニメ作品とコラボレーションを行っているカフェで、2018年4月6日より4月29日までの期間中池袋、秋葉原、名古屋、大阪、福岡、札幌の各店舗で「ゆるキャン△カフェ」がオープンしている。
ヤマハ発動機
バイクメーカー。テレビアニメとのコラボ企画として、劇中にてリンが乗るヤマハ・ビーノのカラーリングを再現した「志摩リンのビーノ」を限定2台製造、1台はアニメでのキャンペーンのプレゼント商品となり、もう1台は舞台モデルとなった山梨県身延町の道の駅みのぶ富士川観光センターなどで展示されたほか、テレビドラマ版でも実際に使用されている。
また、ヤマハ・トリシティとのコラボ企画として、リンがトリシティに乗って山梨県のサウナ施設（北杜市のスパティオ小淵沢「延命の湯」がモデル）に向かう描き下ろし漫画「ゆるキャン△ SPECIAL EPISODE サウナとごはんと三輪バイク」を公式サイトに掲載している。このエピソードは単行本第10巻に収録されたほか、『へやキャン△』Blu-ray/DVDの映像特典としてアニメ化され、これにあわせる形でアニメでのカラーリングを再現したコラボ仕様のトリシティを製造、舞台モデルの延命の湯など山梨県各地で展示を行っている。
静岡県磐田市のヤマハ企業ミュージアム「ヤマハ・コミュニケーションプラザ」に志摩リン仕様「ヤマハ・ビーノ」と前述の「サウナとごはんと三輪バイク」で登場した「ヤマハ・トリシティ」が常設展示している。2024年5月9日から同年6月2日までの約1か月間、リン仕様の「ビーノ」と土岐綾乃仕様「ホンダ・エイプ100スペシャル」が本田技研工業の協力にて企業間による2台のコラボレーション展示を実施した。
アルペン
スポーツ用品販売チェーン。系列アウトドアショップ「Alpen Outdoors」がテレビドラマ版でキャンプ用品の協賛企業として参加。また、コラボレーションとして「Alpen Outdoors Flagship Store 柏店」にて、第1弾として撮影で実際に使われたリンのキャンプ用品や「志摩リンのビーノ」の特別展示、第2弾では野クルのキャンプシーンで用いられた用品やアニメ・ドラマ双方の場面写真の展示、第3弾では鳥羽姉妹のキャンプシーンの再現展示を行った。
2021年1月からはアニメ第2期ともコラボレーションを実施、「Alpen Outdoors」店内のQRコードを読み取ることで、メインキャラクター5人のうちの1人がARキャラクターとして表示され撮影可能なほか、作中に登場するキャンプアイテムの展示コーナーの設置や描き下ろしデザインのポスターの掲示、コラボグッズの販売も行う。
身延山久遠寺
身延山全体を紹介するビデオ「身延山」で「ゆるキャン△」とコラボし、アニメの声優が地域の特色を紹介している。
フローレン
山梨県とその周辺で「ハッピードリンクショップ」の名称で飲料自販機を展開する企業。作中で「ラッキードリンクショップ」の名前で何度か登場することから、身延町内の数か所のハッピードリンクショップの看板を「ラッキードリンクショップ」に変え、自販機にキャラクターのラッピングをしている。また、飲料購入時の抽選で限定グッズが当たるキャンペーンを実施した。
ロゴスコーポレーション
アウトドア総合メーカー・アウトドアショップチェーン。テレビドラマ版スペシャルの放送に合わせて、なでしこ（大原優乃）がロゴス店内で買い物するインフォマーシャルを制作、同スペシャル内のCMとして放送された。
日清食品
食品メーカー。作品内では同社の「カップヌードル カレー」をモデルにしたカップラーメン「カレーめん」が登場していた（ドラマ版は同商品がそのまま登場）。2022年3月より、テレビアニメ版と「カレーメシ」のコラボキャンペーンや佐々木恵梨作詞、立山秋航作曲、亜咲花歌唱のオリジナルコラボソング「Easy Life,Easy Curry -カレーメシのうた-」およびそのオリジナルミュージックビデオの制作、カレーメシのキャラクター「カレーメシくん」がキャンプに挑戦しなでしことリンがナレーションを担当する動画の配信などが行われており、同年6月からはアニメ映画公開にあわせて「カップヌードル カレー」とのコラボ企画としてオリジナルウェブCMの公開やオリジナルグッズの販売、オンライン配信イベントの開催も行っている。
フマキラー
殺虫剤などの日用品メーカー。2022年4月よりテレビアニメ版とコラボレーションしたキャンペーン企画を行っている。
干し椎茸 身延湯葉の専門店 武州屋
千明のバイト先である酒の川本イメージアイテムとして、折りたたみミルクコンテナや、お仕事用エプロン他、関連商品を数多くグッズ化している。

### スポーツ関連
ヴァンフォーレ甲府
以下のホームゲームにてコラボイベントを実施。キャラクターがヴァンフォーレ甲府のユニフォームを着たピッチ看板やコンコースバナーの掲出や、各種グッズの販売を行なっている。
- 2018年J2リーグ第27節 アビスパ福岡戦（8月4日）
- 2018年J2リーグ第39節 カマタマーレ讃岐戦（10月28日）

8月4日の試合では先着8,000名を対象にオリジナルコラボステッカーが配布されている。
富士24時間レース
2021年5月21〜23日、および2022年6月3～5日に富士スピードウェイで開催のスーパー耐久シリーズの一戦、富士SUPER TEC 24時間レースで『ゆるキャン△ × FUJI SPEEDWAY』コラボレーションイベントを開催。

### 作品間のクロスオーバー
かおす先生のアトリエ探訪〜きらら漫画のつくり方〜
はんざわかおりによる、漫画『こみっくがーるず』の主要登場人物が実在の漫画家たちの仕事現場を取材するという設定で不定期連載されているレポート漫画。『まんがタイムきららMAX』2017年12月号掲載話にて本作品の原作者であるあfろがハスキー犬のキャラクターで登場しており、『こみっくがーるず』の登場人物である萌田薫子と勝木翼が、本作品に登場する候補となっている観光地の下見に同行したり、本作品の内容について言及したりする展開が描かれた。
mono
本作品と同じく、あfろによる、芳文社の漫画雑誌で連載されている漫画。『まんがタイムきららキャラット』2018年3月号掲載話より、本作品のテレビアニメ放送記念と題したセルフコラボレーションとして、『mono』の登場人物である漫画家の秋山春乃がレポート漫画の執筆を依頼され、同作の主要登場人物と共に本作品をモチーフとした劇中漫画のロケ地巡りをするという展開が描かれている。また、作中にて本作品の登場人物がカメオ出演しており、2025年4月より放送の同作品アニメ版においても本作品アニメ版の声優がそのまま出演している。
きららファンタジア
ドリコムによるiOSおよびAndroid用のゲームアプリ。
「まんがタイムきららシリーズ」のキャラクターが多数登場し、本作品からも複数名のキャラクターが登場する。
2018年4月から5月にかけて、イベント“野クルと北の山と初キャンプ△”とキャラクターピックアップ召喚で参戦している。
八月のシンデレラナイン
アカツキによるiOSおよびAndroid用のゲームアプリ。
女子野球を題材としたゲーム作品。2019年9月5日より本作品とのコラボイベントが開催された。2020年11月19日からはコラボイベントが復刻される。
水曜どうでしょう
北海道テレビ放送制作のバラエティ番組。元々本作品において同番組を元にしたネタが使われていたが、2019年8月に正式にコラボレーションすることが決定、同局旧社屋近くの平岸高台公園で番組での衣装を着たなでしこたちが描かれたテレビアニメ版のコラボビジュアルやあfろによる描き下ろしイラスト、同番組チーフディレクターの藤村忠寿監修の元、テレビアニメ版の映像を用いた同番組主題歌「1/6の夢旅人2002」の新作ミュージックビデオ「TVアニメ『ゆるキャン△』MV〜1/6の夢旅人2002ver.〜」が制作されたほか、2019年10月開催の「水曜どうでしょう祭FESTIVAL in Sapporo 2019」ではコラボグッズも発売された。
2020年10月にはテレビアニメ版第1期が北海道テレビ放送にて北海道内初放送されるのにあわせて、同月に開催の「水曜どうでしょうエアキャラバン in 赤平 2020」で上記コラボグッズの復刻再販が行われる。
テレビアニメ版第2期第5話では、藤村および同じく同番組ディレクターの嬉野雅道が声優としてゲスト出演、藤村はさらに第6話以降にも飯田さん役としても準レギュラーで出演している。また、第2期放送終了後には第2期の映像を元に再び藤村の監修を受けて制作した「TVアニメ『ゆるキャン△SEASON2』MV〜1/6の夢旅人2002ver.〜」が公開されている。
宇宙よりも遠い場所
2019年4月1日に共同でエイプリルフールネタ「山梨よりも遠い場所」を実施。また同年8月に開催されたコミックマーケット96のKADOKAWAブースにて関連コラボグッズを販売している。
ハローキティ
サンリオのキャラクター群。主人公のキティ・ホワイトが山梨県の観光ナビゲーターを務めており、山梨が舞台である本作品とのつながりからアニメ第2期とコラボレーションし、第2期ティザービジュアルを元にキャンプに訪れたキティファミリーが湖面の向こうの富士山を眺めるコラボビジュアルを制作、キティが舞台のモデルとなった場所を巡ったりソロキャンプを行う動画も公開されている。
また、本作品のメインキャラ5人とサンリオキャラクターズとのコラボビジュアルを制作、グッズとしても発売予定となっている。
メルクストーリア - 癒術士と鐘の音色 -
Happy ElementsによるiOSおよびAndroid用のゲームアプリ。
異世界を舞台とするRPG。2021年3月16日より本作品とのコラボイベントが開催されており、コラボイベント用の新規ストーリーも期間限定で開催された。コラボストーリーでは、同作品の舞台である大陸「メフテルハーネ」の科学の国に迷い込んだなでしこたちが、メルクストーリアのオリジナルキャラと共にキャンプするストーリーが展開される。
コウペンちゃん
『ゆるキャン△ × コウペンちゃん POP UP STORE』が2024年3月8日より全国4ヶ所にて開催された。
ラブライブ!サンシャイン!!
『Meets SHIZUOKA 〜ゆるキャン△ × ラブライブ!サンシャイン!!〜』と題して2024年4月11日より展開する。
クオラスのキャラクターグッズ販売部門であるミライシングスが主導し、JR東海の協力を得て展開する、本作品と同様に静岡県をゆかりの地とするラブライブとのコラボプロジェクト。両作品のキャラクターが静岡県内の名所を巡る描き下ろしイラスト、県内18ヶ所に設置したスタンプを巡るスタンプラリーとそのイラストを用いたグッズの販売、ポップアップショップの展開、JR東海の「推し旅」とのコラボキャンペーンなどを実施する。

### 作中ネタの商品化
笑's B-6君「リンちゃんのYAKINIKUセット」
劇中で志摩リンが使用する折りたたみ式の小型焚き火台のモデルとなっている、「笑's コンパクト焚き火グリル B-6君」の公式コラボレーションモデルが、2018年2月8日から「B-6君」を製造・販売する昭和プレスより数量限定で発売される。劇中での「B-6君」は原作本編第9話から第12話にかけてキーアイテムとして登場し、その後はリンが愛用している。コラボレーションモデルは本作品ロゴ入りイラストが打抜きで描かれた背面板や、本作にちなんだイラストの入ったキャンバスバッグが付属する。
しまりんだんご
市川三郷町の印章メーカーである谷川商事によって2018年6月10日より販売している。しまりんだんごはテレビアニメ第1期第12話のネタであるが、それを実際に商品化したものである。
蕎麦鵜丼（そばうどん）
身延町にある下部ホテル内のレストラン松林にて2019年より期間限定で販売している。蕎麦鵜丼はテレビアニメ版第1期第6話のショートアニメにて披露された犬山あおいによるホラネタであるが、それを実際に提供している。
ラム酒のココア割り
リカー・イノベーション（東京都足立区）が運営する酒のオンラインストアKURANDにて、美波が作中のクリスマスキャンプで飲んでいた「ラム酒のココア割り」を再現した「Captain Rum Special Gold Cocoa & Rum Liqueur」を、2021年3月からKURANDオンラインストア特設ページで受注生産で販売を開始。
秘密結社ブランケット フィギア付きブランケット
バンダイにて、テレビアニメ版第1期第11話で主要キャラ五人のそれぞれが包まった柄のフリースブランケットとそれに全身を包んだ姿のフィギアがセットになって販売された。作中それぞれが包まった柄は、緑を基調としたリンVer.、ピンクを基調としたなでしこVer.、緑地に2種類の色の花をあしらったいぬ子（あおい）Ver.、青を基調とした菱形チェックの斉藤（恵那）Ver.、赤紫一色の千明Ver.の5種類があり、それぞれのVer.には、それに全身を包んだ姿のフィギアが付属している。また、それに関連した夏用として、二次元コスパより『ゆるキャン△ クールブランケット [秘密結社ブランケットVer.]』が販売されている。

### 関連商品
ねんどろいど
グッドスマイルカンパニーが制作するフィギュア。2018年2月18日のワンダーフェスティバルにて志摩リンと各務原なでしこのねんどろいど化が発表され、会場では各務原なでしこの参考展示も行われている。
ゆるキャン△〜どこでもテント張り！〜
スロウカーブが販売、カラメルカラムが企画協力するカードゲーム。2018年4月28日・4月29日の「ニコニコ超会議」にて発売されている。キャンプになくてはならないテントをモチーフに、ルールに従ってカードを三角形のテント状に並べ、最終的に7段のカードの山ができたらクリアとなる。
るるぶ ゆるキャン△
JTBパブリッシング発行の旅行情報誌『るるぶ』がテレビアニメ版とコラボレーションした公式ガイドブック。2020年2月4日発売。テレビアニメ版を元に舞台となった街やキャンプ場の紹介や旅行コースガイド、原作の未アニメ化エピソードのルート紹介や公式グッズ一覧、主要声優5人へのインタビュー、劇中に登場したキャンプ飯のレシピ集などを収録。2021年7月29日にはアニメ第2期を元にした『るるぶ ゆるキャン△ SEASON2』が発売されている。2022年3月9日には第3弾となる『るるぶ ゆるキャン△キャンプBOOK』が発売されており、前2冊とは異なり初心者向けのキャンプガイドとなっているほか、ドラマ版のなでしこ役の大原優乃と原作者のあfろのインタビューも掲載されている。
ケロリン桶
富山めぐみ製薬が製造・販売する鎮痛薬「ケロリン」の広告媒体として使用されているケロリン桶に志摩リンのSNSアイコンが描かれたコラボ商品「ゆるキャン△ケロリン桶」を2020年10月15日より発売。発売開始2ヶ月で累計販売数が1万個を突破している。
TW-E3B 志摩リンオリジナルカラー
ヤマハが製造・販売する完全ワイヤレスイヤホンの本作品とのコラボレーションバージョン。本体とケースのカラーリングをリンのバイクをイメージしたオリジナル仕様にし、東山奈央が新規に収録したリンによる音声ガイダンスを搭載。パッケージも新規描き下ろしイラストを用いている。
ゆるキャン△キャンプしよう！ ステンレスなべBOOK
宝島社が2021年5月31日に発売したステンレス鍋付きムック。なでしこver.とリンver.の2種があり、それぞれ底になでしことリンの顔の絵柄が入ったコンパクトサイズで持ち手が折りたためるステンレス鍋が付属し、書籍には作中のキャンプ飯の名場面やレシピ、原作者のあfろのコメント、キャンプマナーガイドを収録。宝島社は2020年9月24日にも原作準拠で作中に登場するキャンプ道具などを紹介する「ゆるキャン△キャンプ道具」を発売している。
アウトドア音楽のすすめ with ゆるキャン△
ヤマハミュージックエンタテインメントホールディングスより2021年7月28日に発売された、テレビアニメ版とヤマハとのコラボレーションによるアウトドア音楽のガイドブック。立山秋航、高寺たけし、豊崎愛生、佐々木恵梨へのインタビューや立山による劇伴楽曲ガイドと劇伴の簡単な楽譜、アウトドアで楽しめる楽器や音楽を聞くためのアイテムの紹介、マナーガイドなどで構成。
本書発行にあわせて名古屋・銀座・なんばのヤマハミュージック3店舗で「志摩リンのビーノ」や書籍内で紹介されている楽器・キャンプ道具を展示する発売記念イベントを開催、名古屋店では立山のトークショーや佐々木のミニライブも開催される。
リアル脱出ゲーム
SCRAP制作。#ゲーム・アプリケーションの節を参照。